# ختمی (سرده)
ختمی، خطمی، کنف،  گل بامیه (نام علمی: Hibiscus) نام یک سرده از تیره پنیرکیان است.

چای تهیه شده از گل هیبیسکوس در سراسر جهان با نام های زیادی شناخته می شود و به دو صورت گرم و سرد سرو می شود. این نوشیدنی به دلیل رنگ قرمز، طعم ترش و ویتامین C موجود در آن شناخته شده است.

## توضیحات
برگها متناوب هستند، شکل آنها از بیضی تا نیزه‌ای متغیر است، و اغلب دارای برگبخش یا حاشیه دندانه‌دار هستند. گلهای آن بزرگ، برجسته، شیپوری شکل، دارای پنج گلبرگ یا بیشتر هستند ، رنگ آنها از سفید تا صورتی، قرمز، آبی، نارنجی، هلویی، زرد یا ارغوانی متغیر است، و عرض آنها 4 تا 18 سانتیمتر است"

## نگارخانه

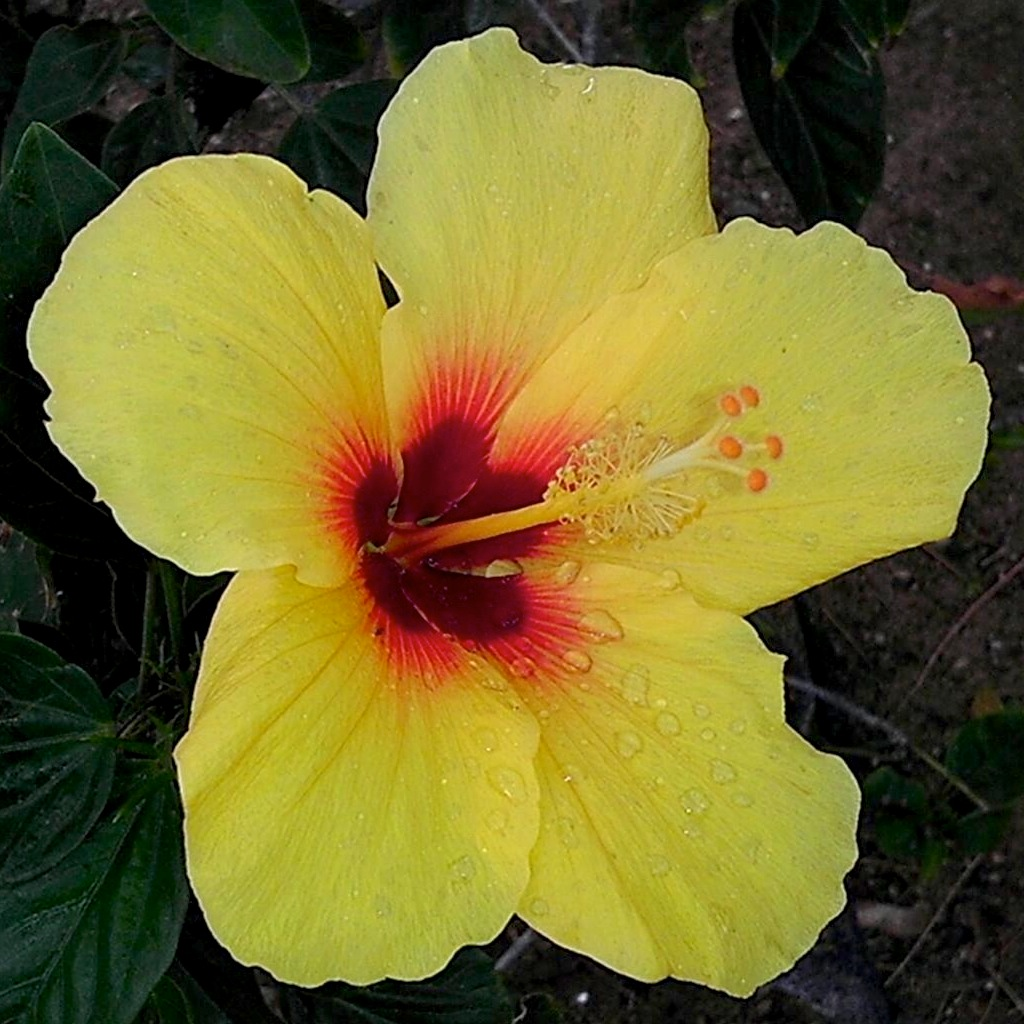
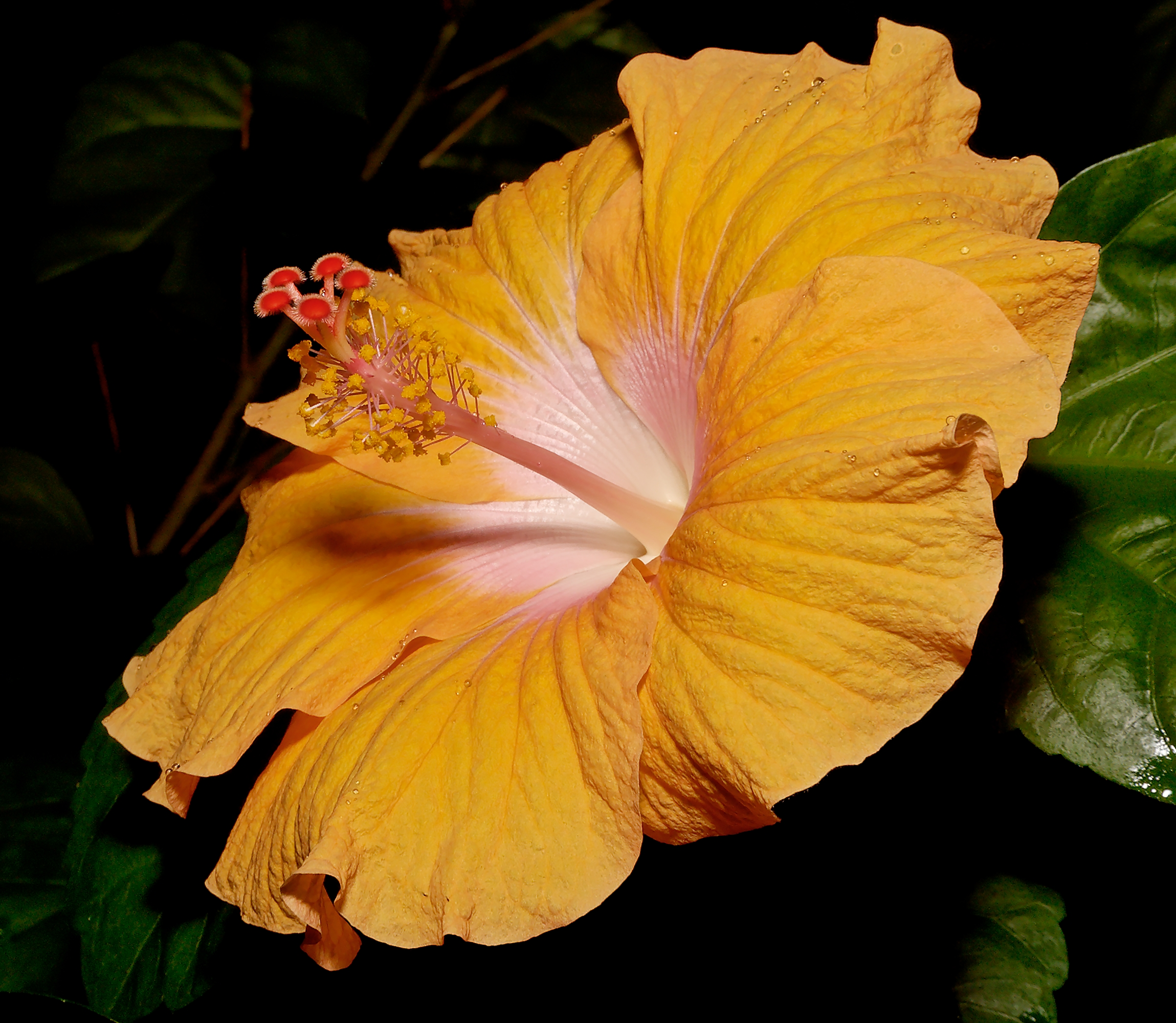
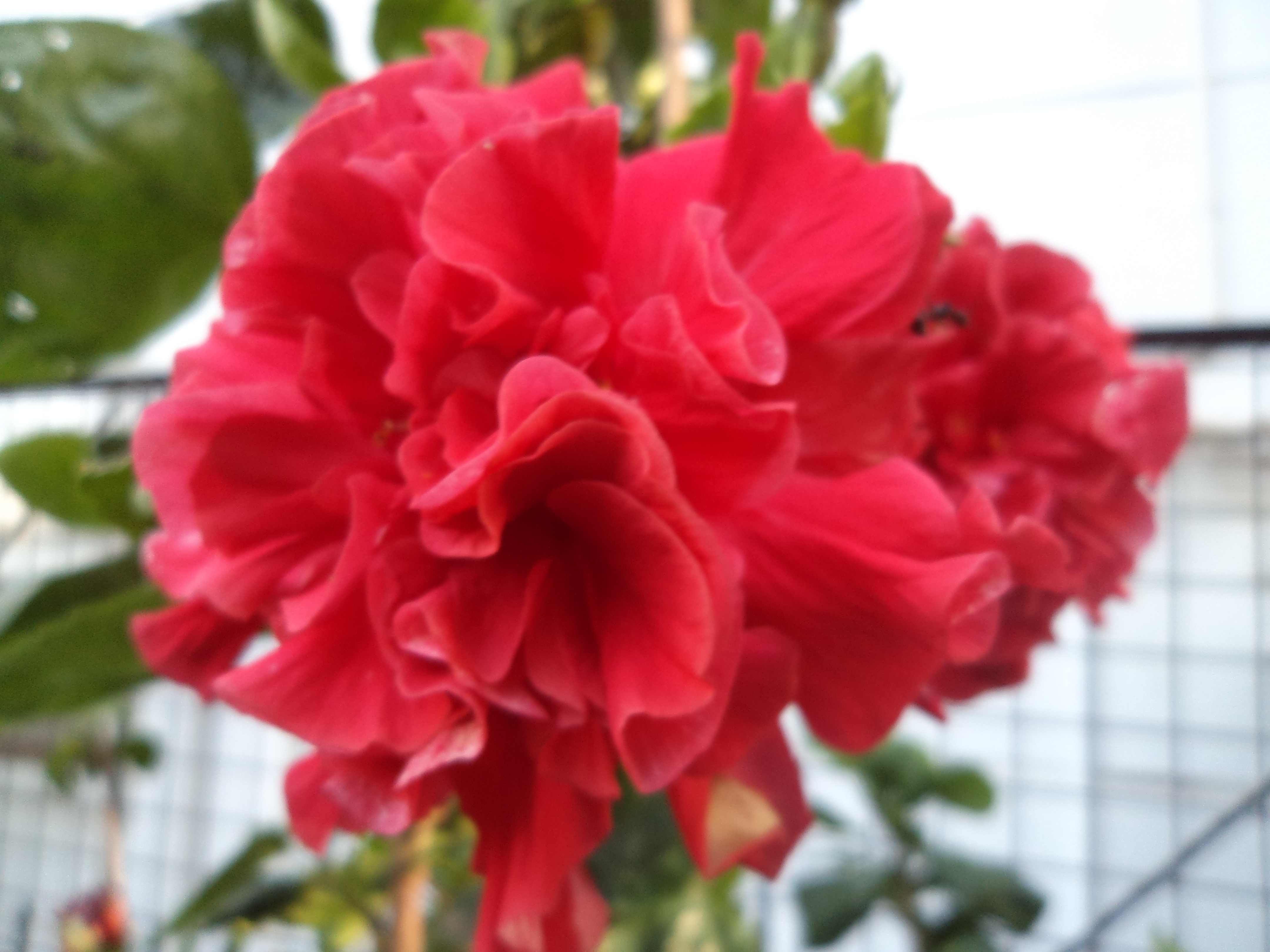
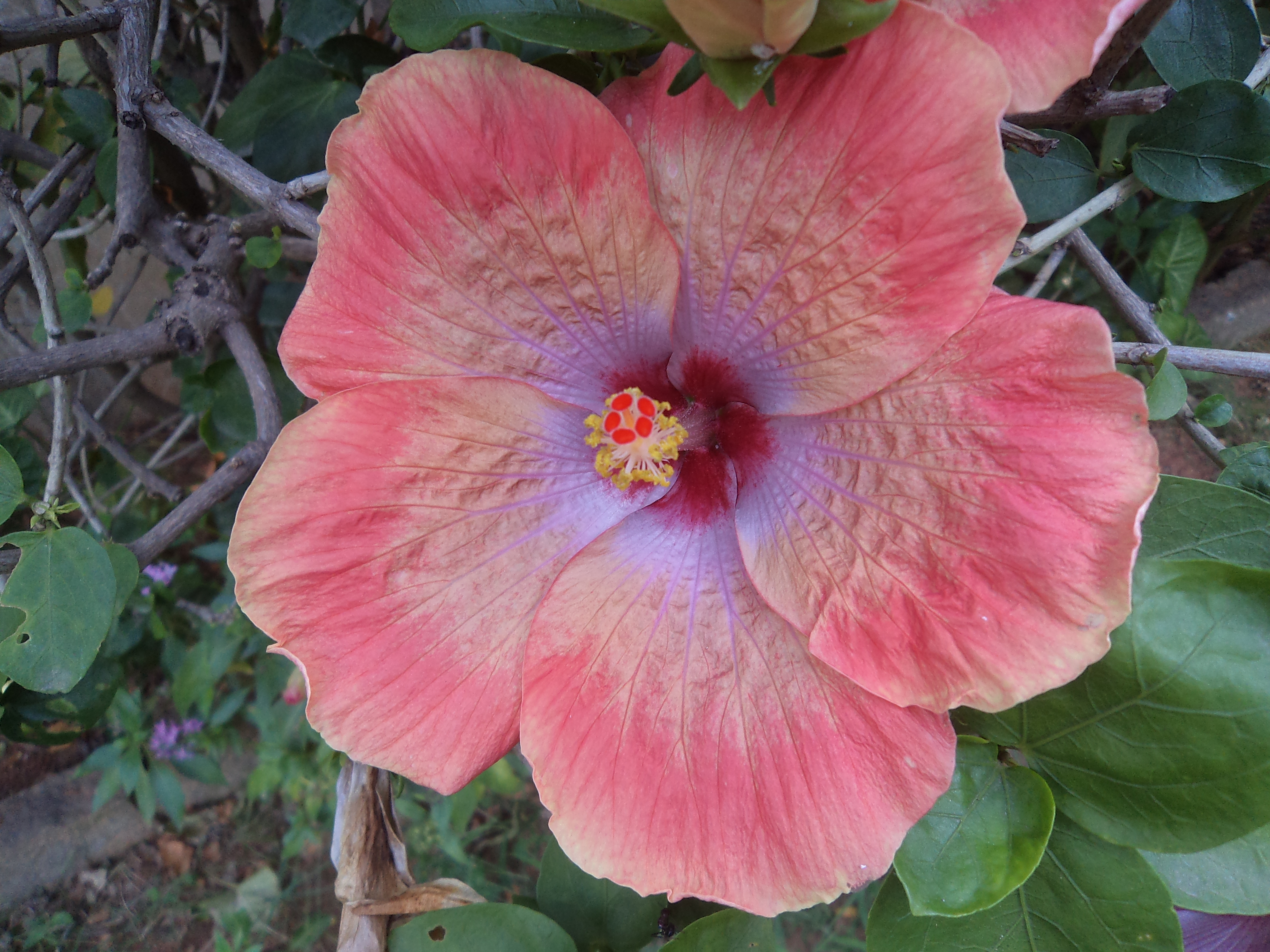
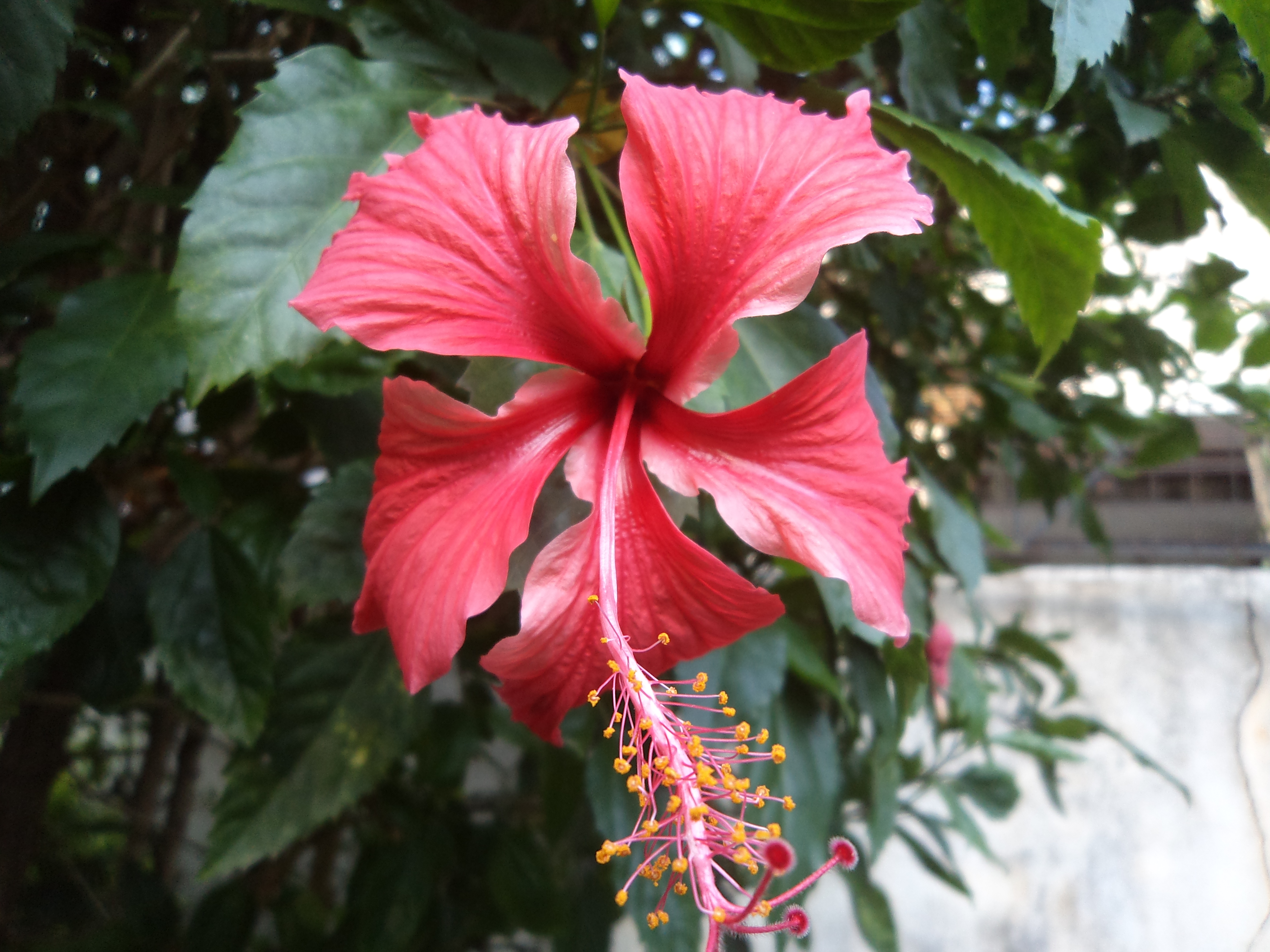
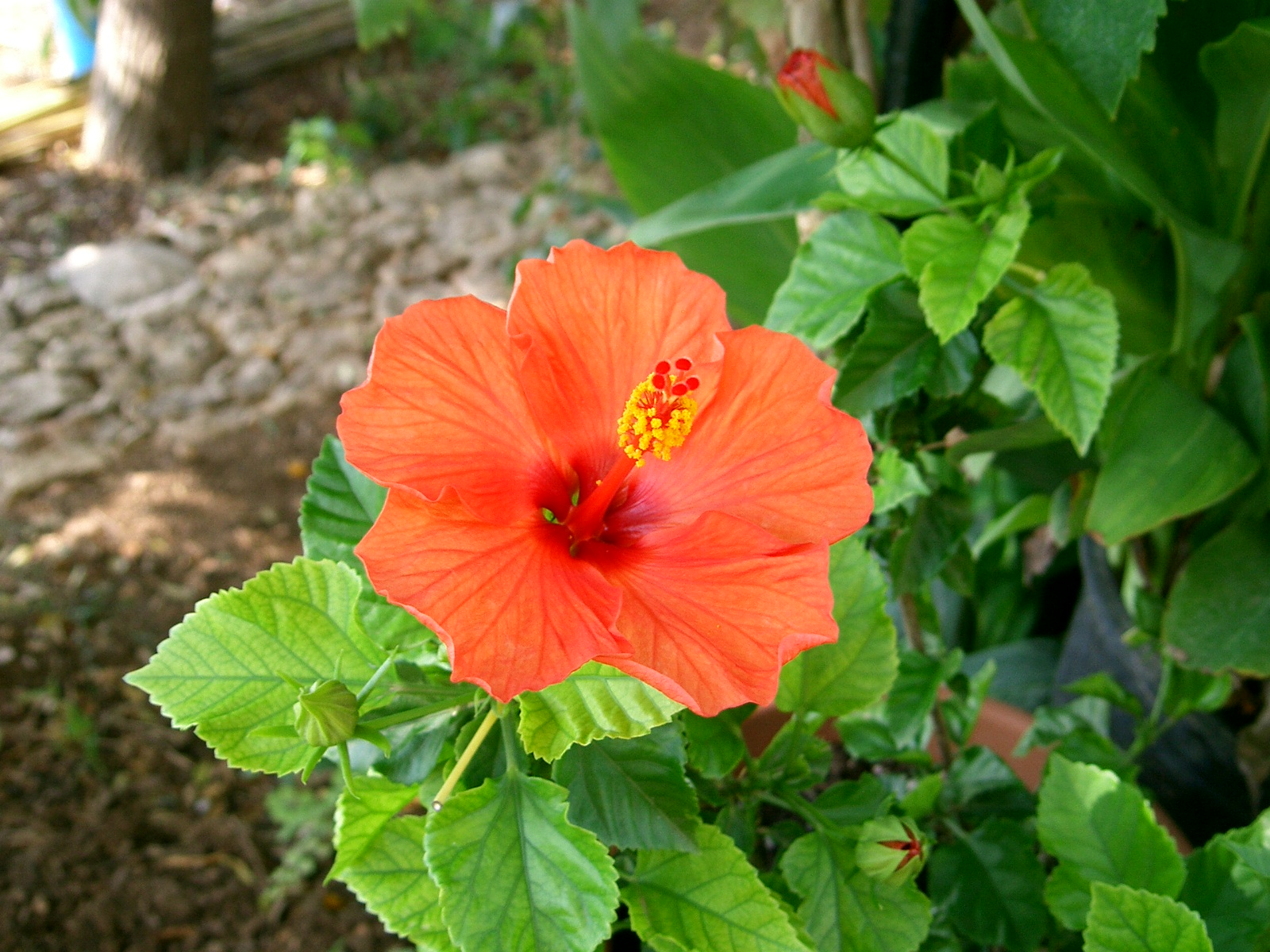
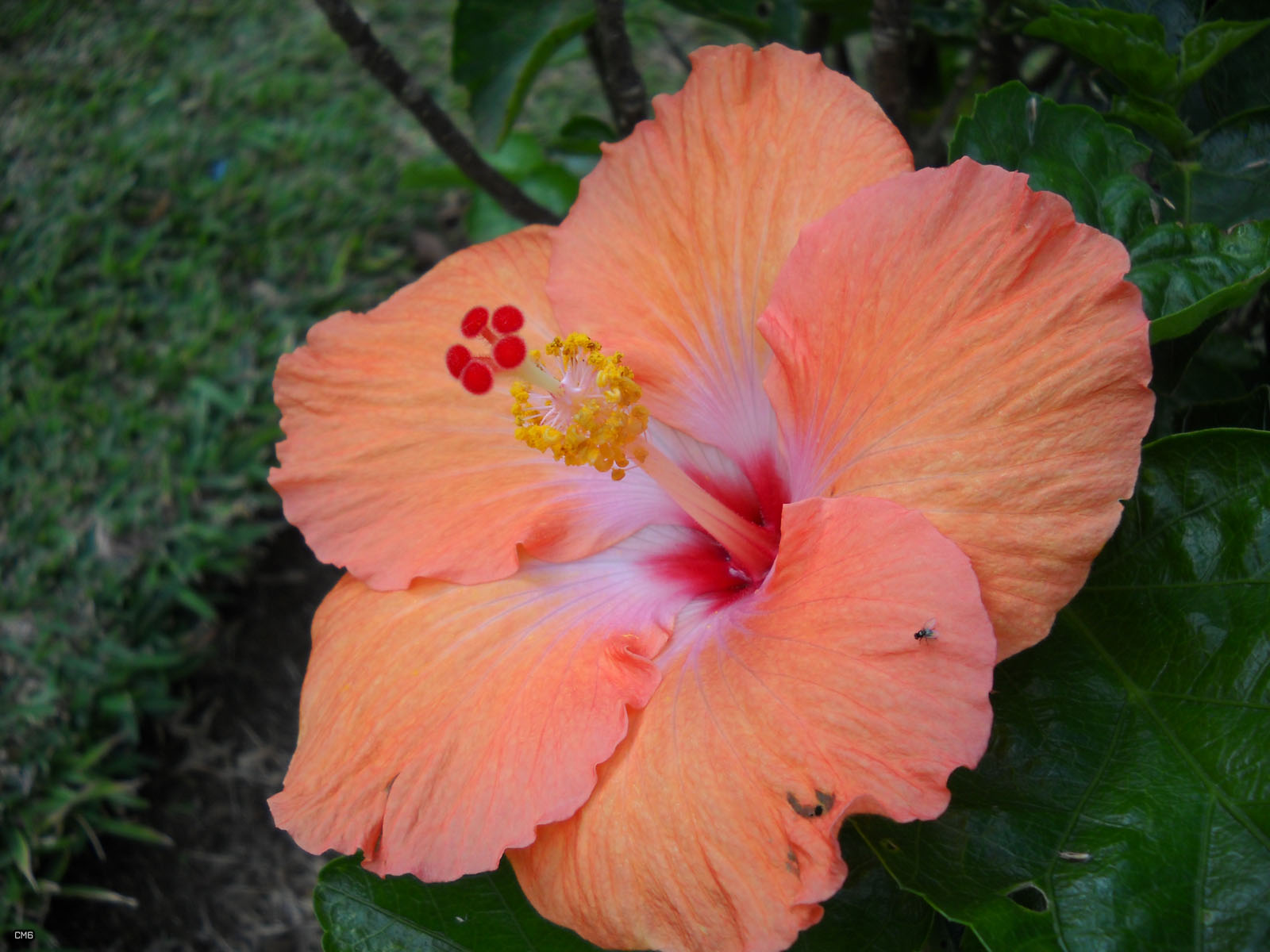
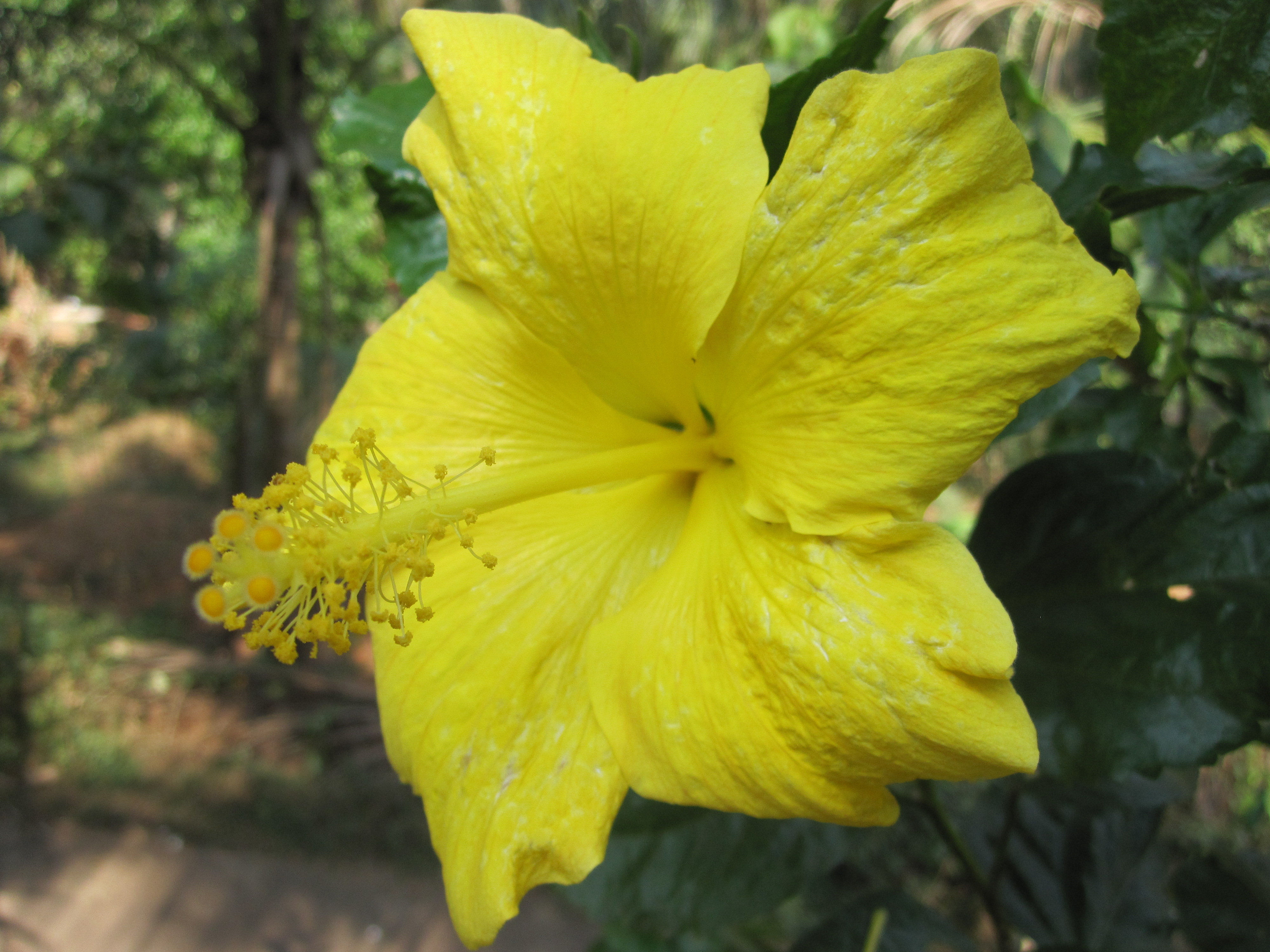
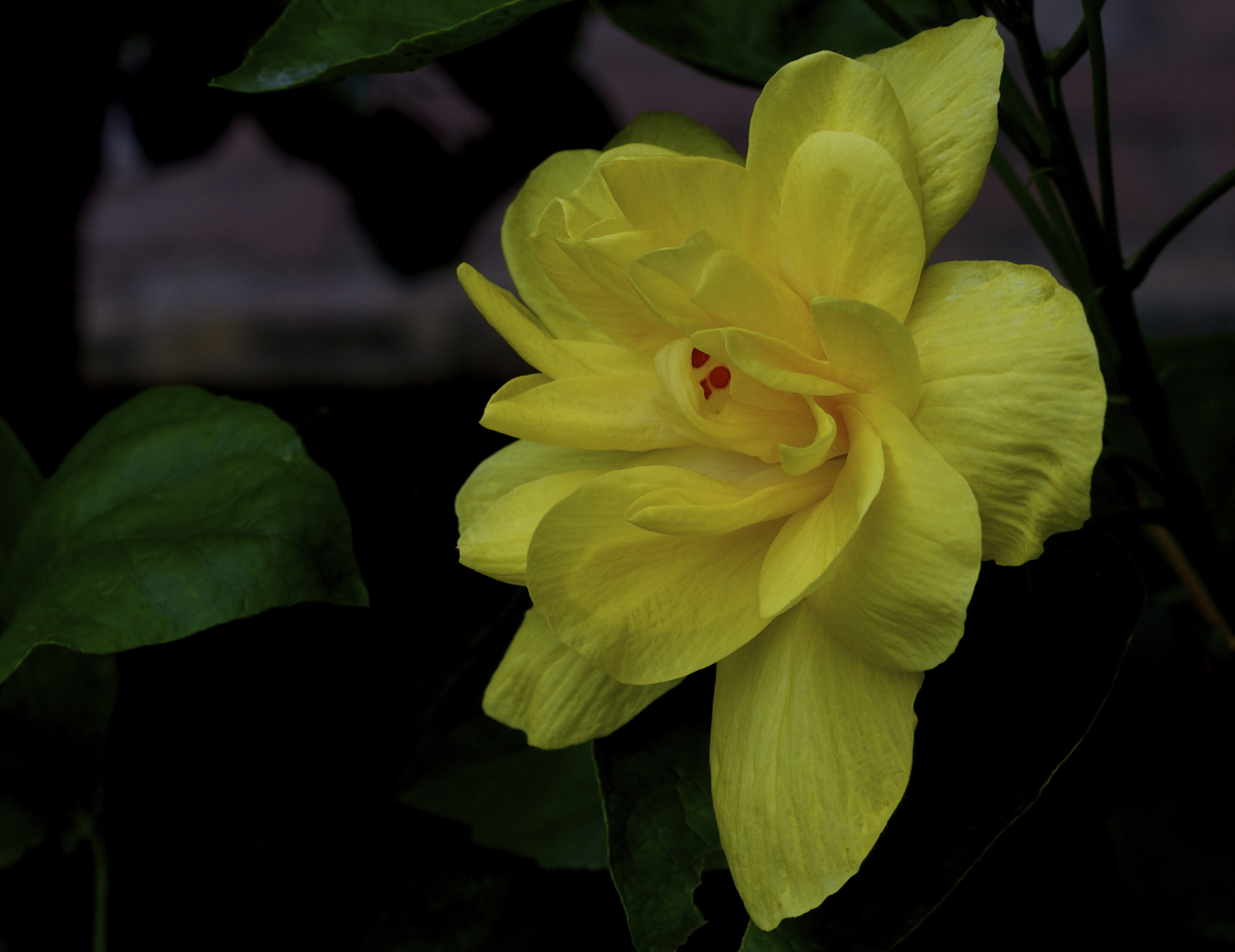
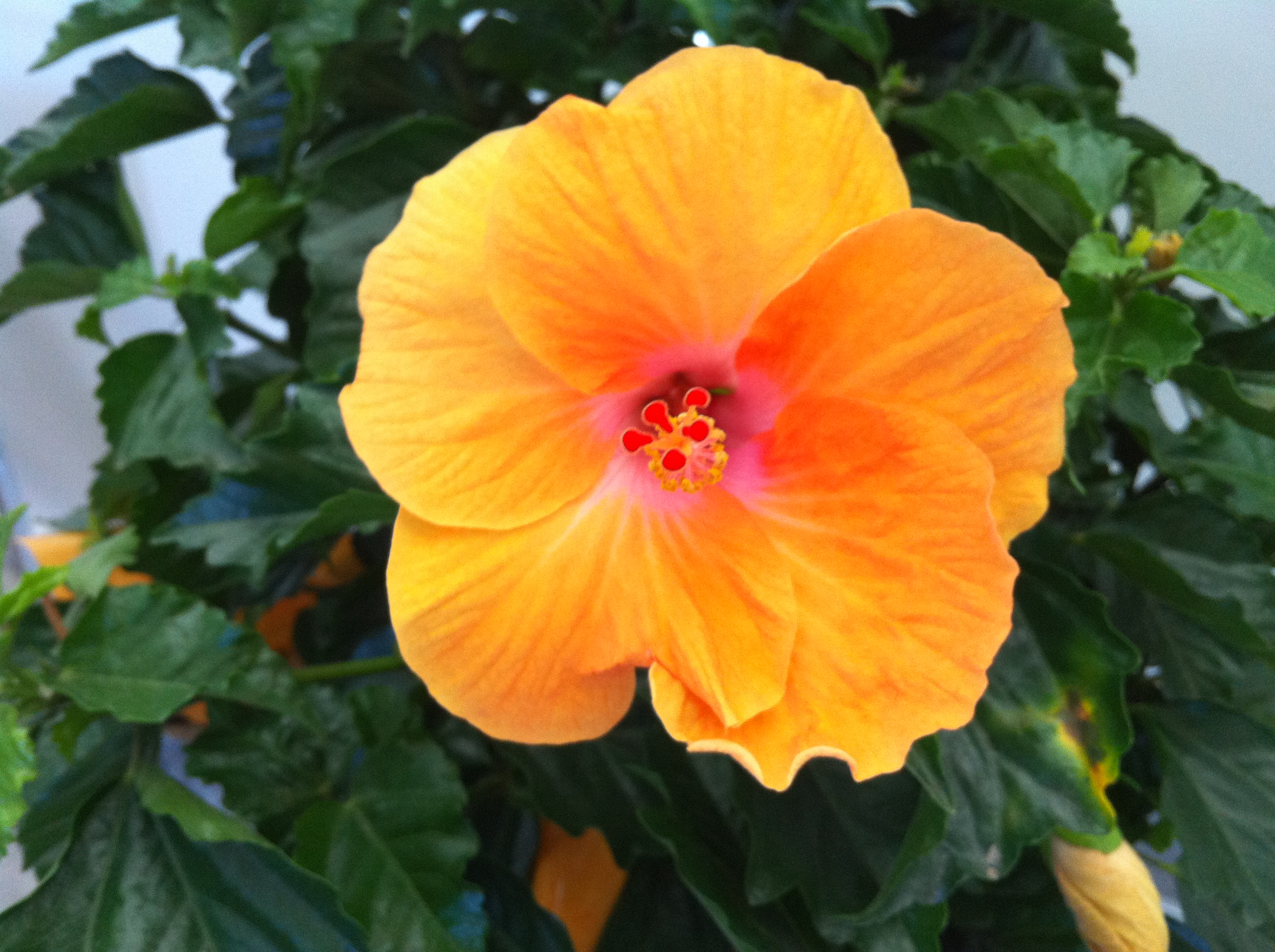
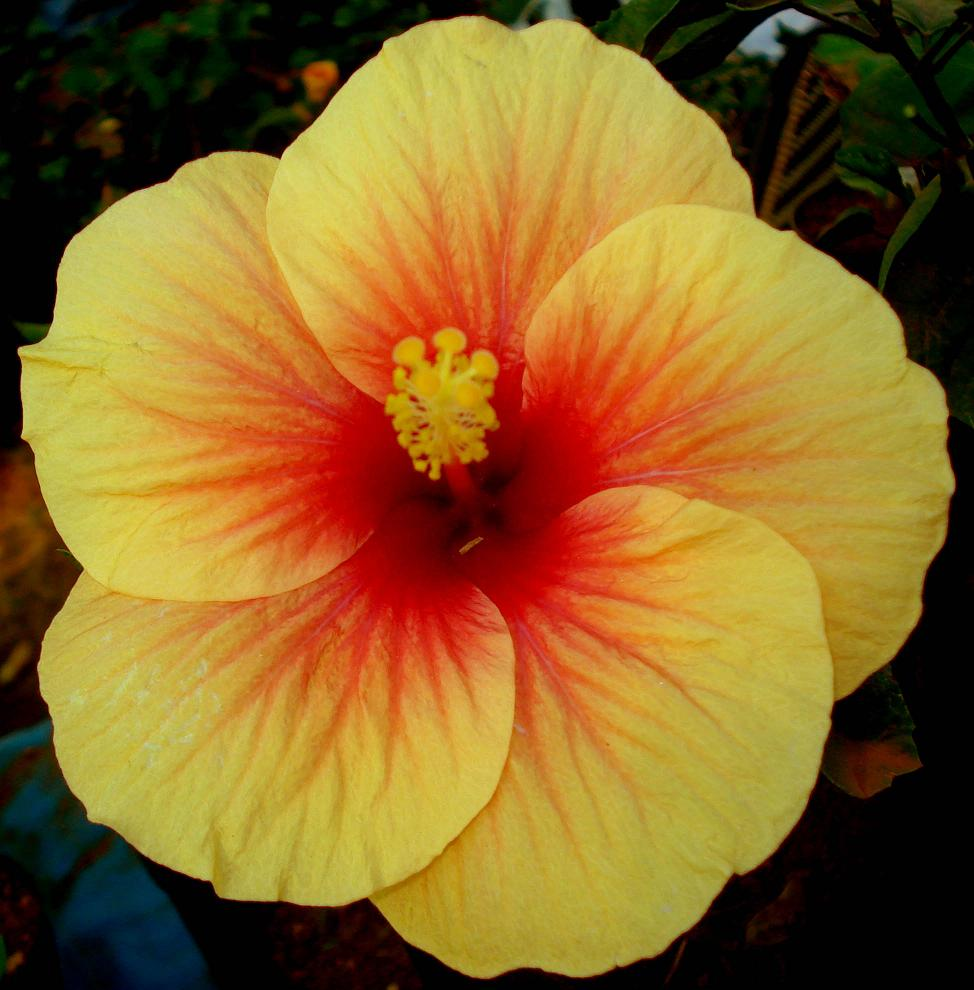
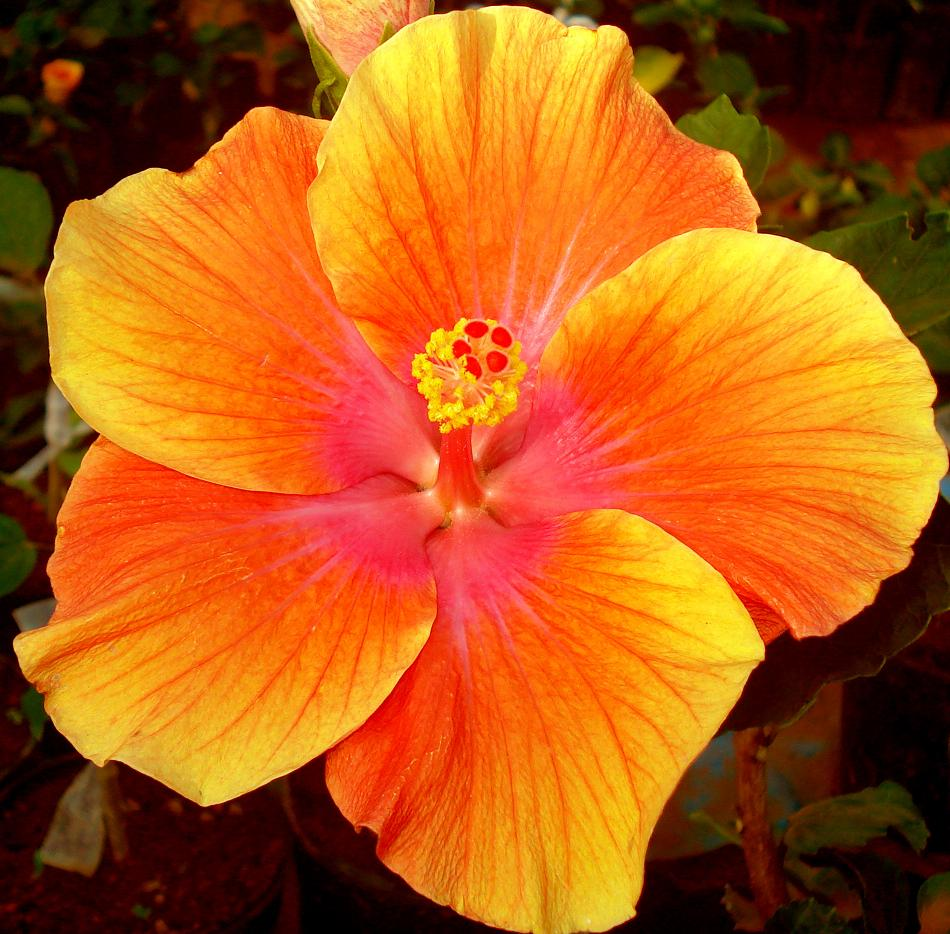
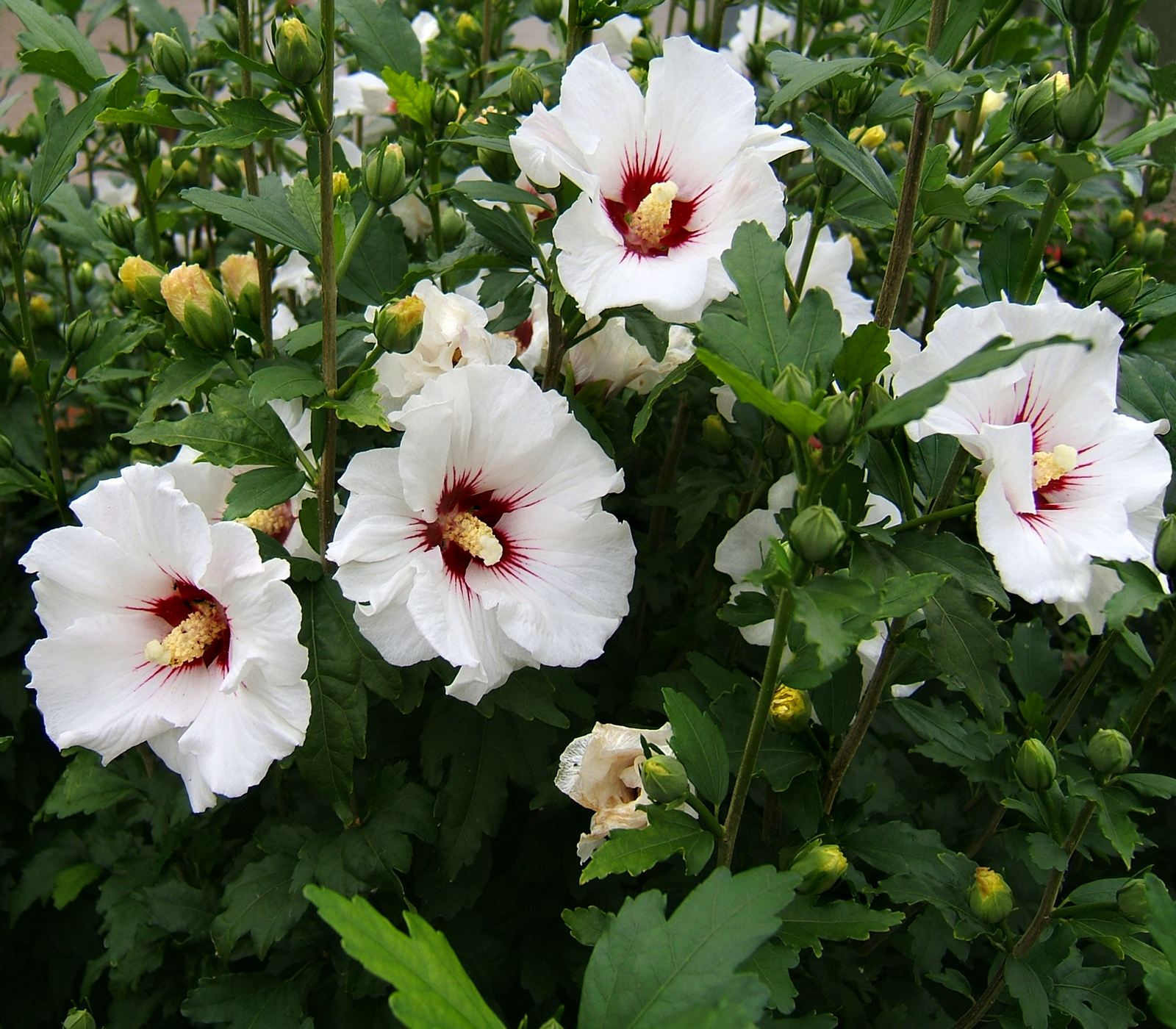
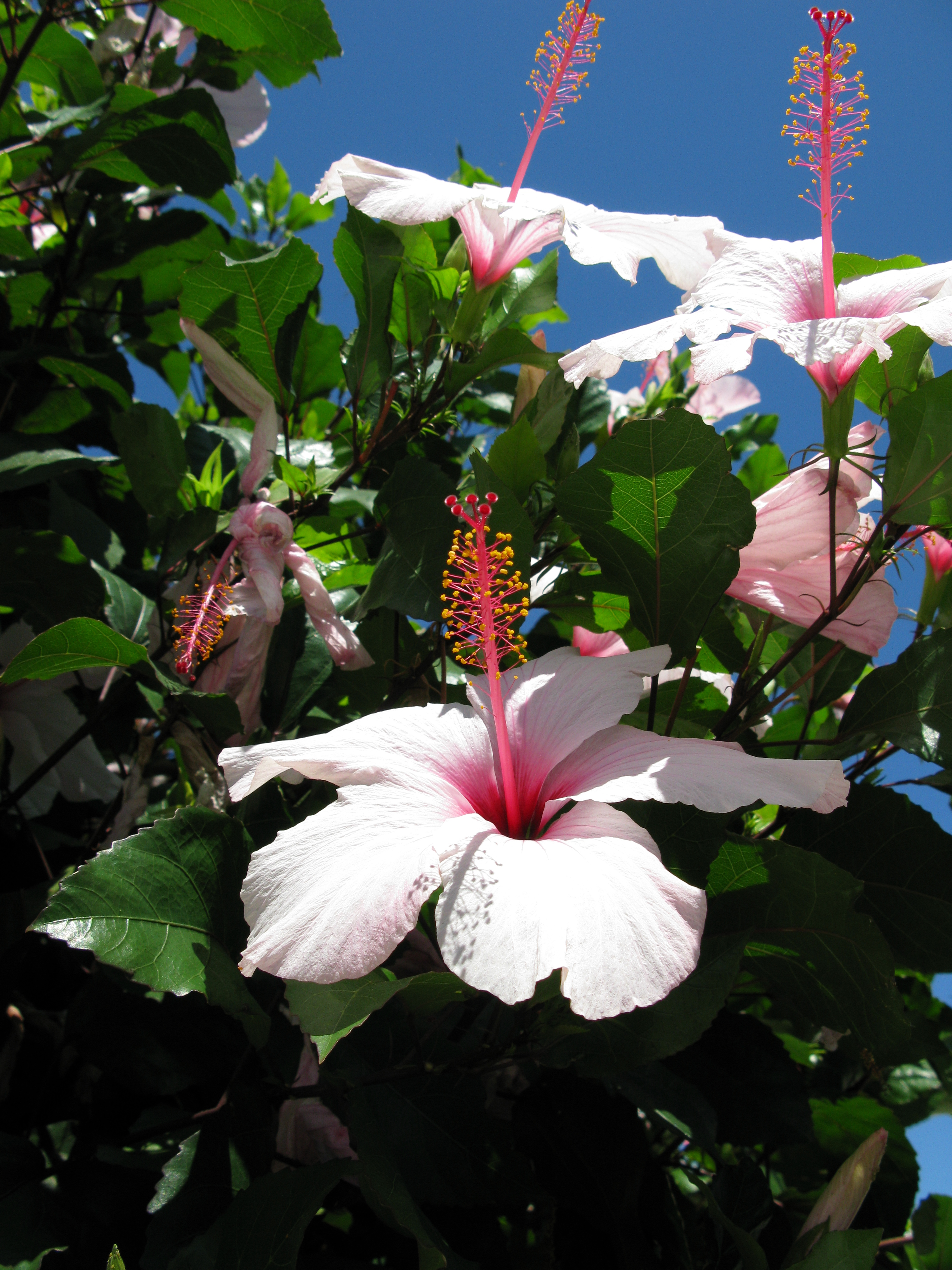
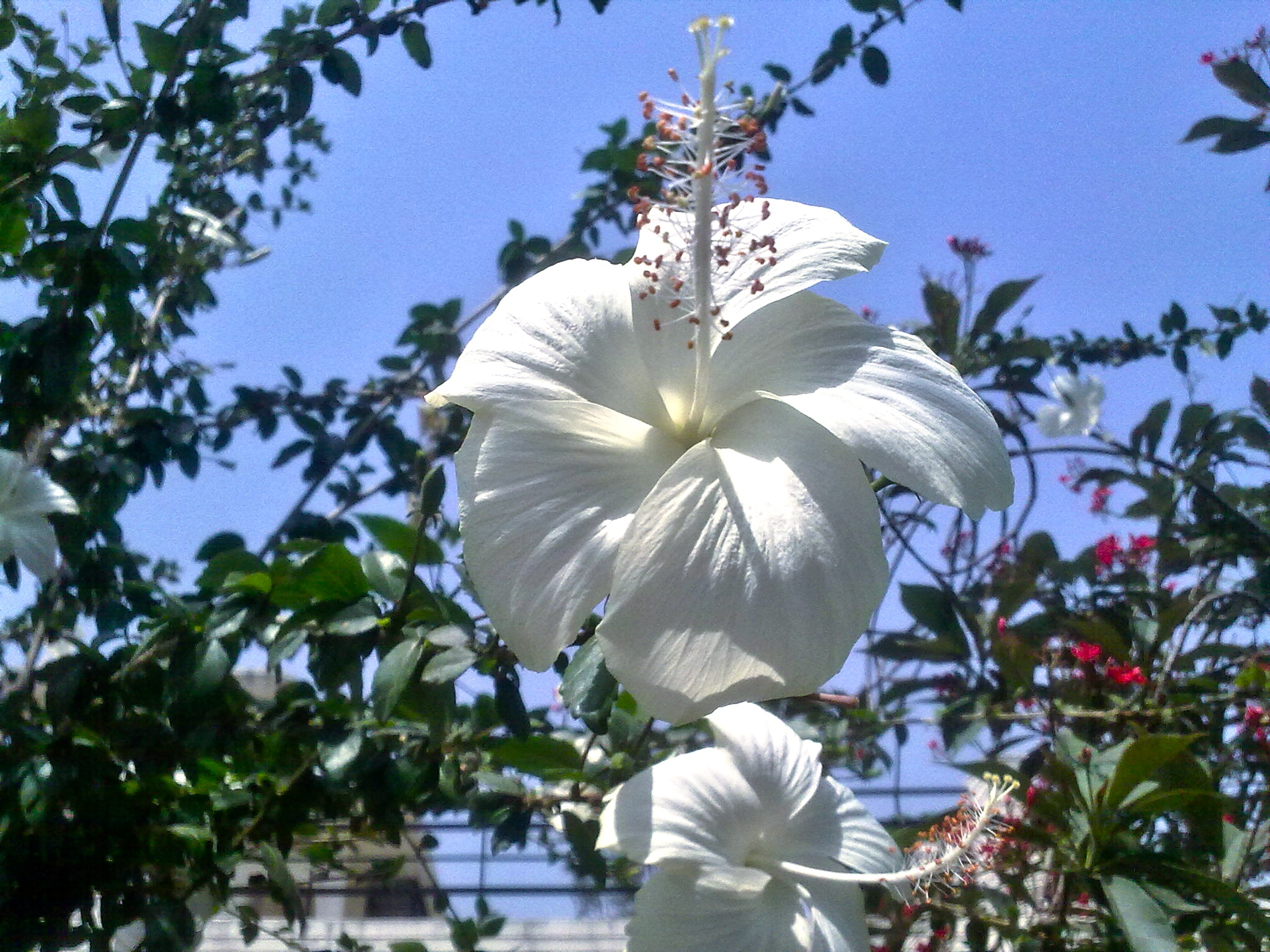
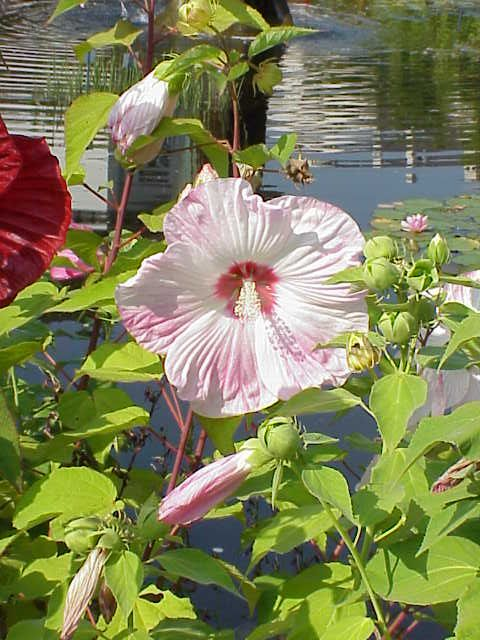
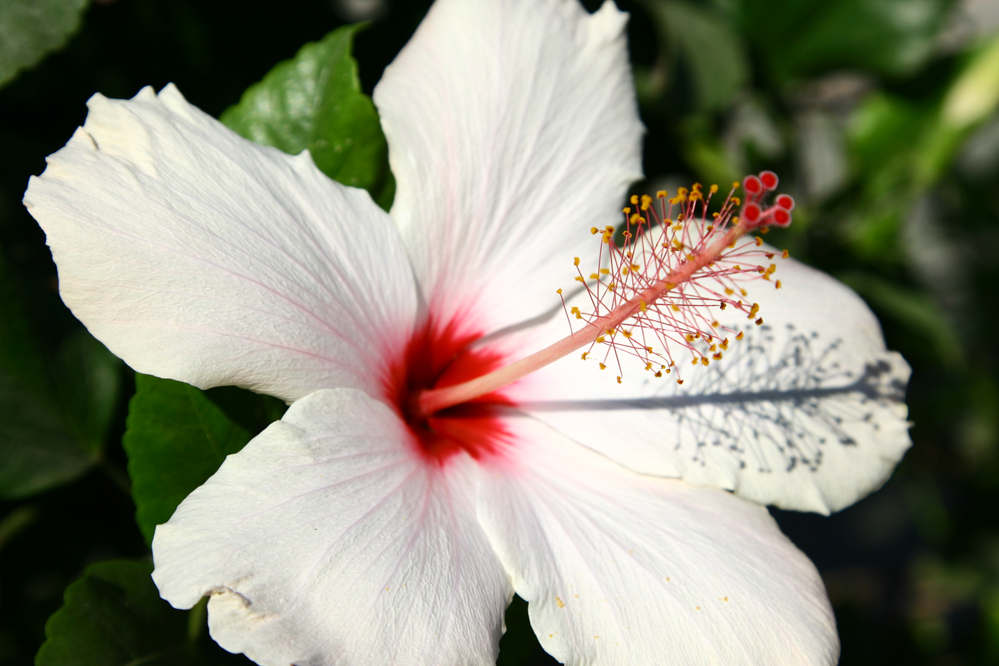
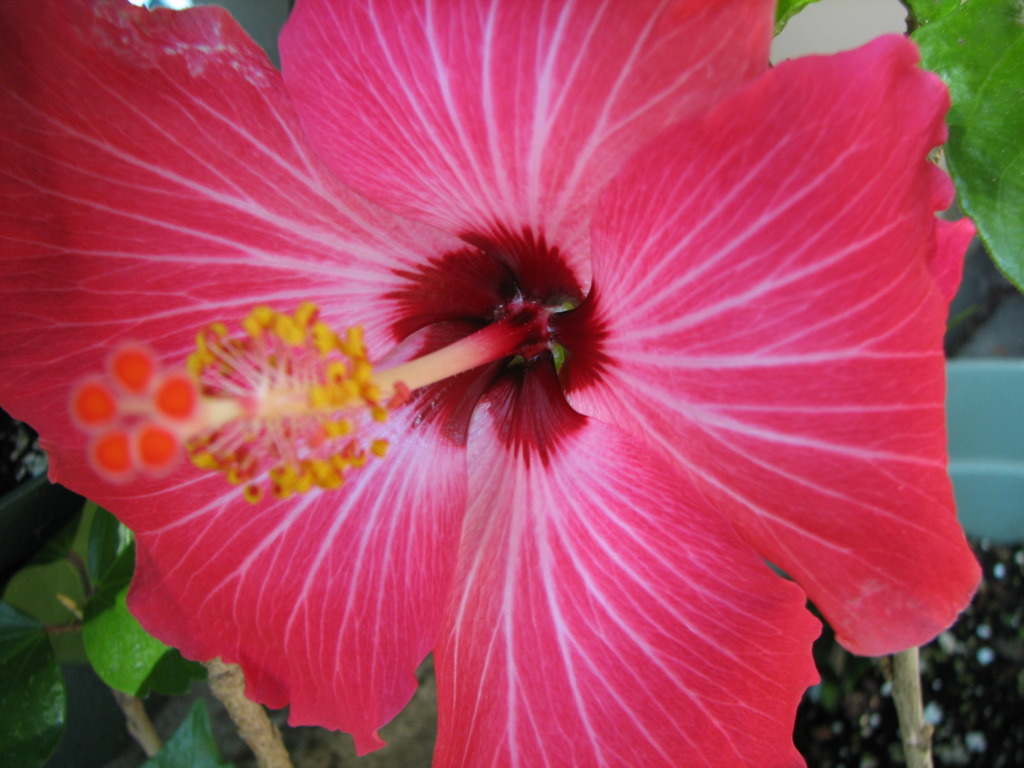
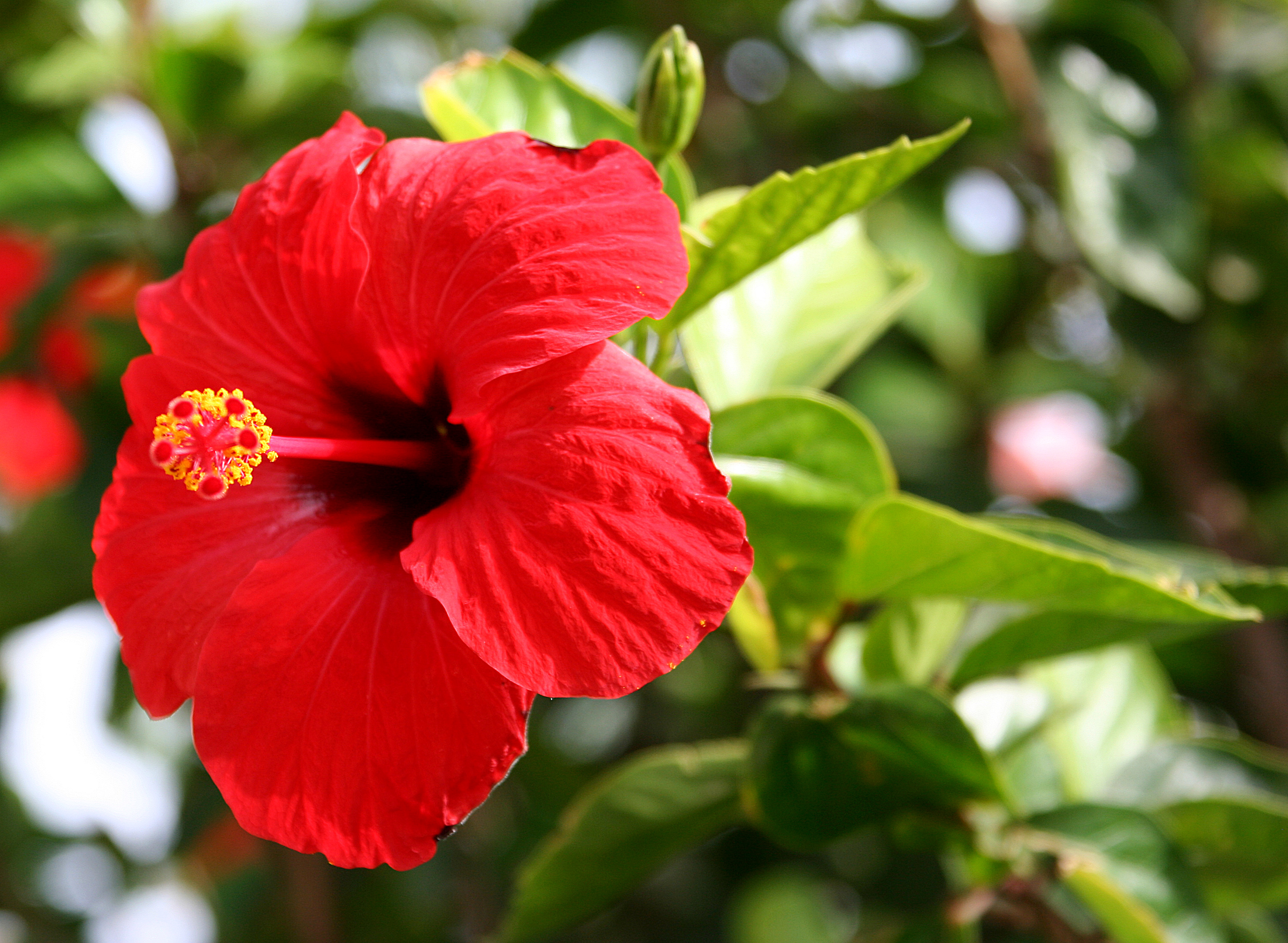
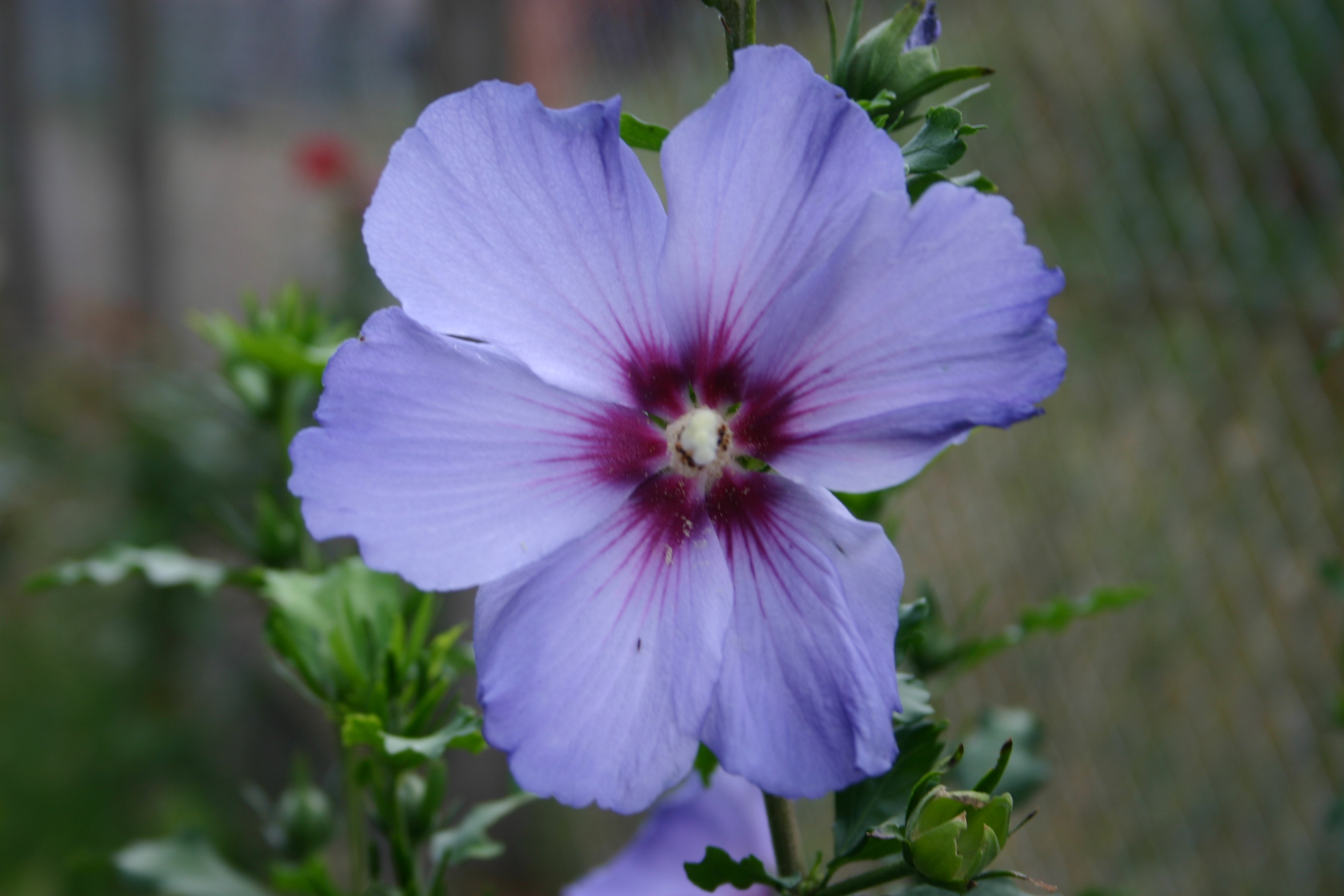
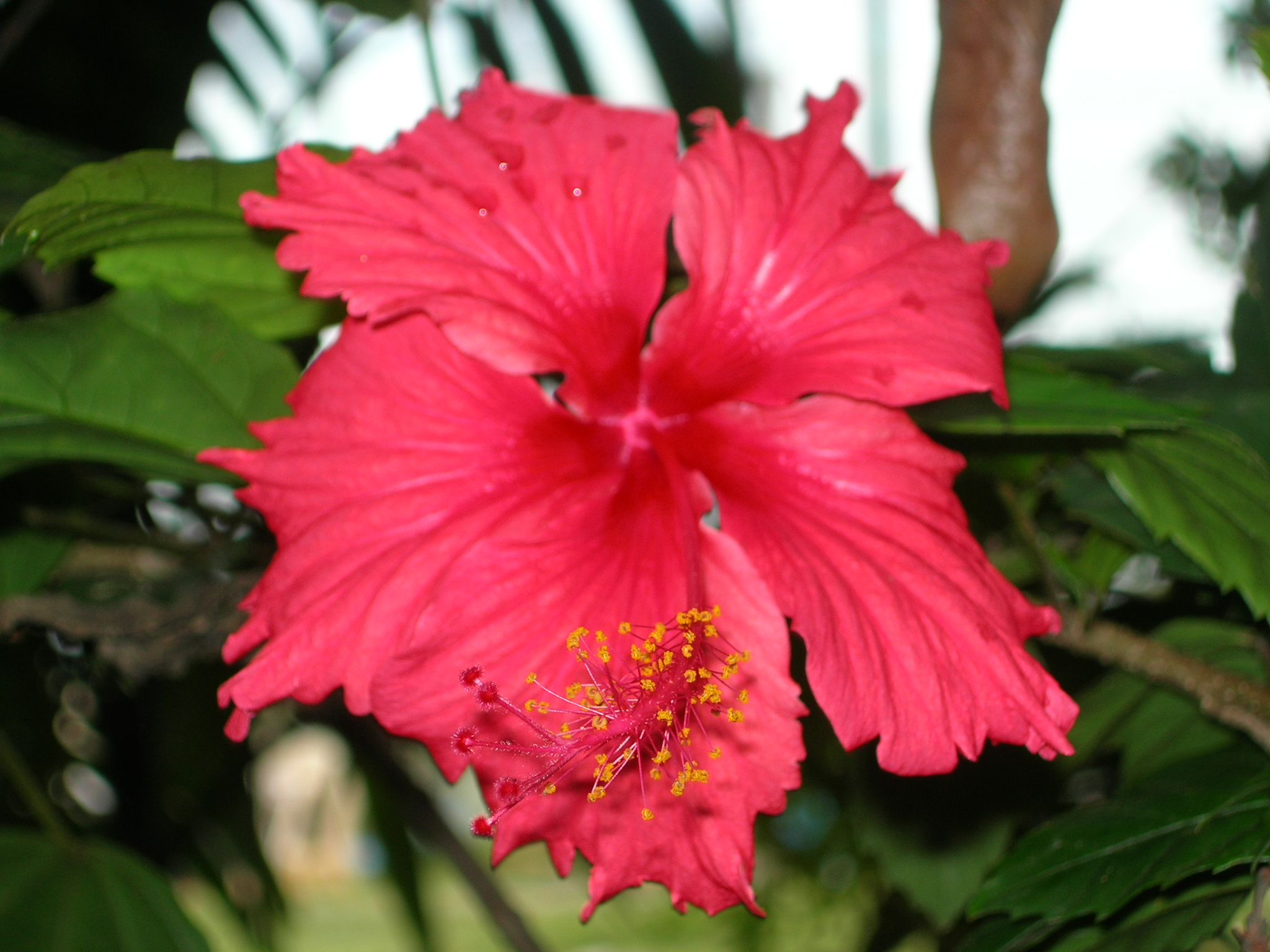
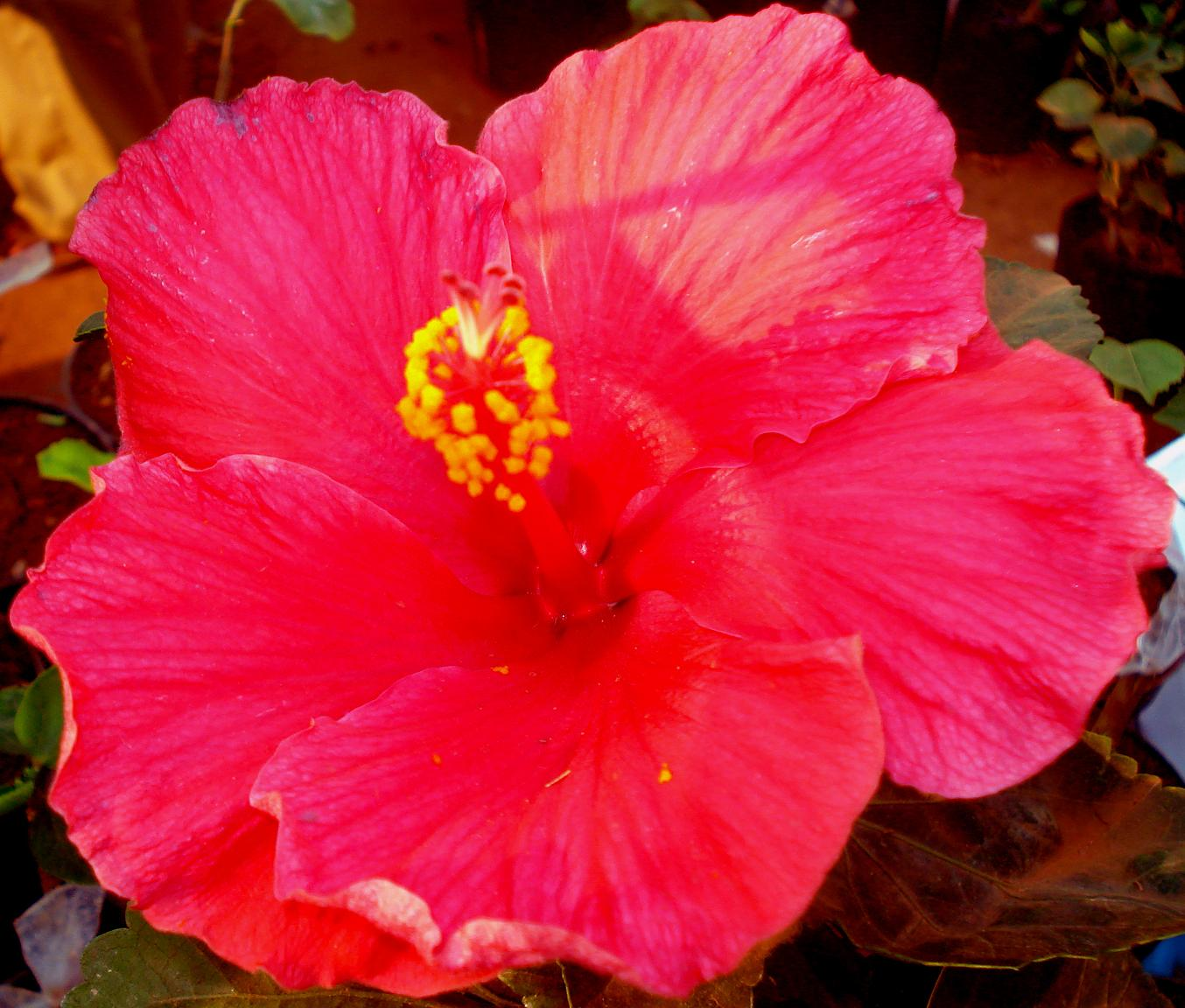
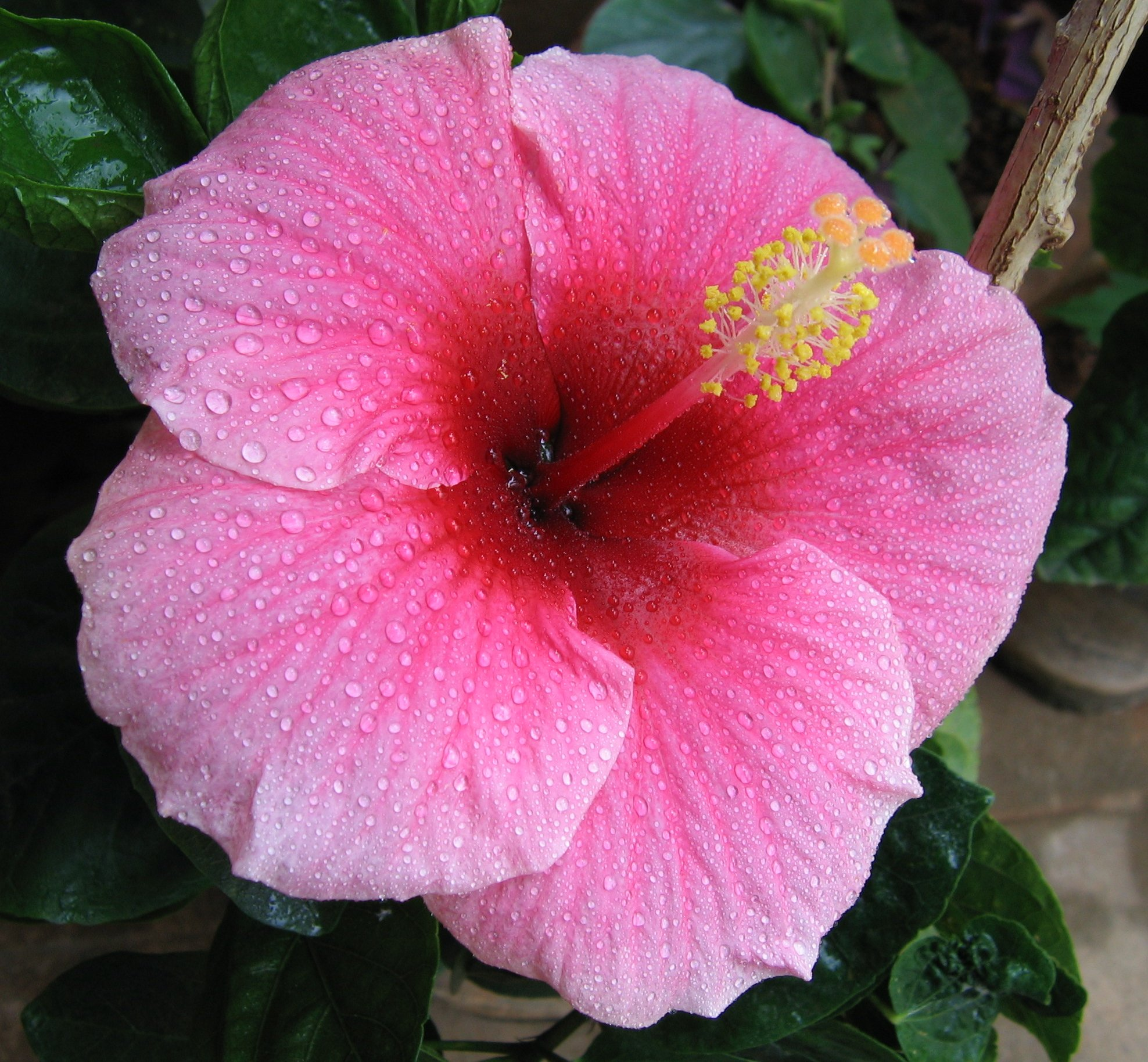
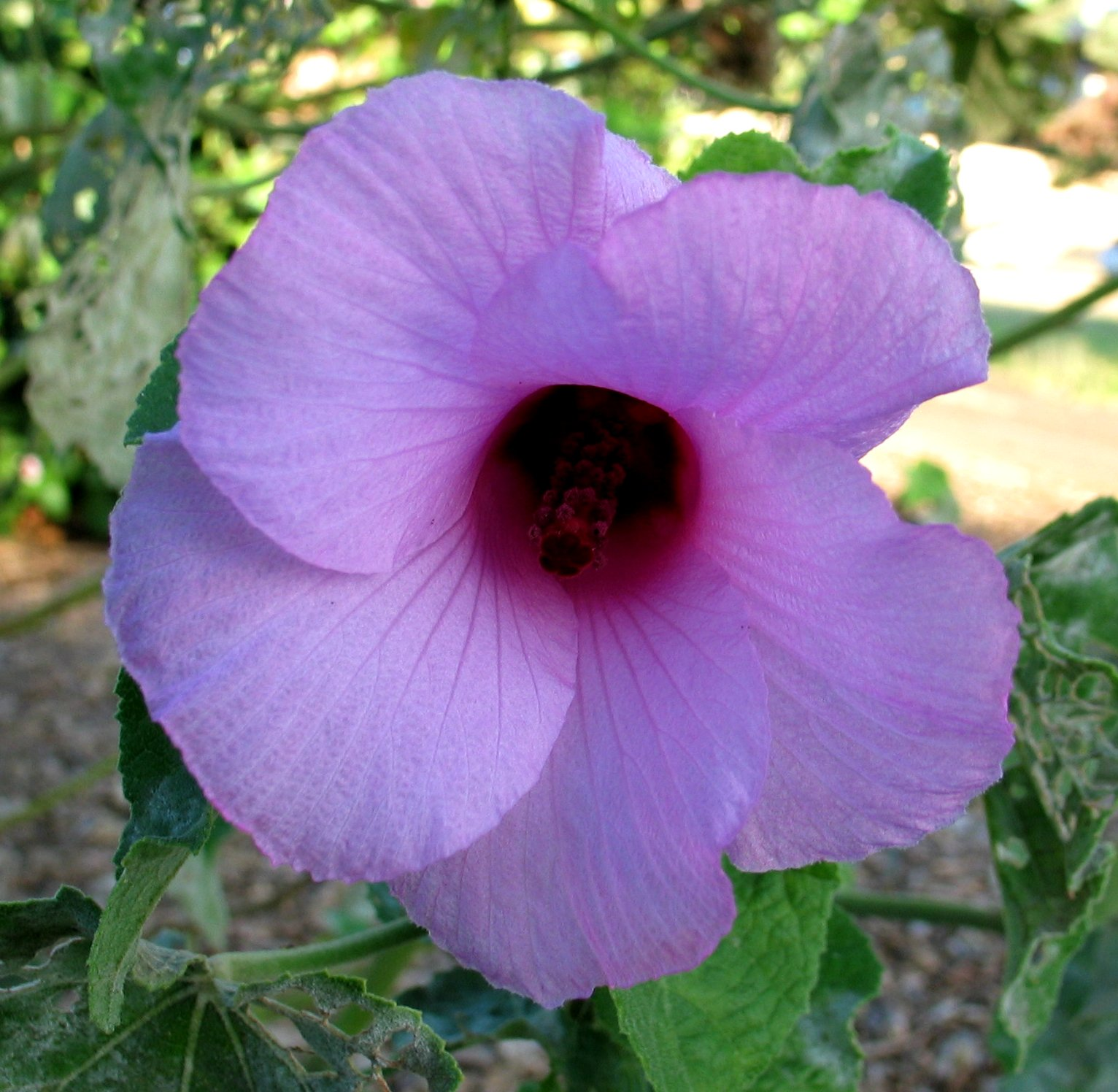
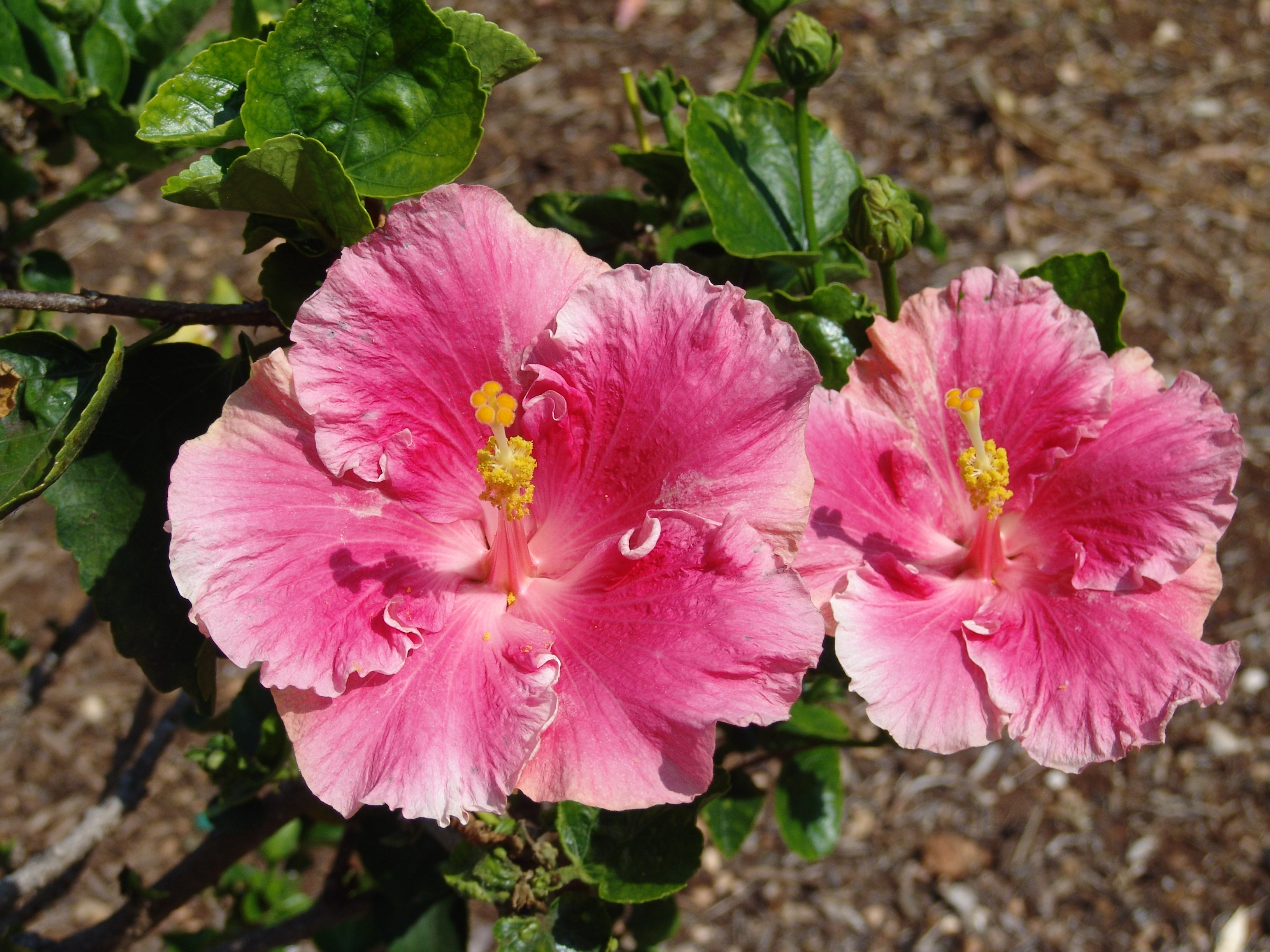
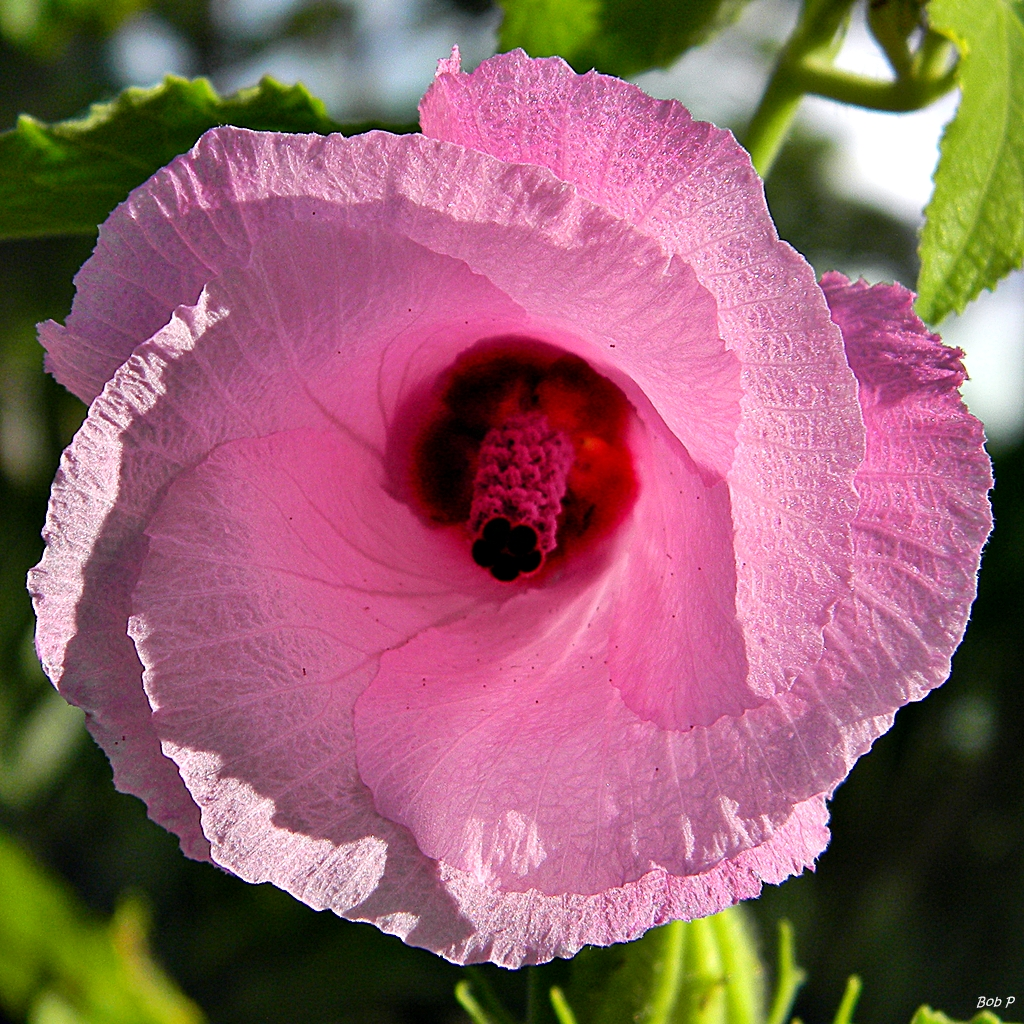
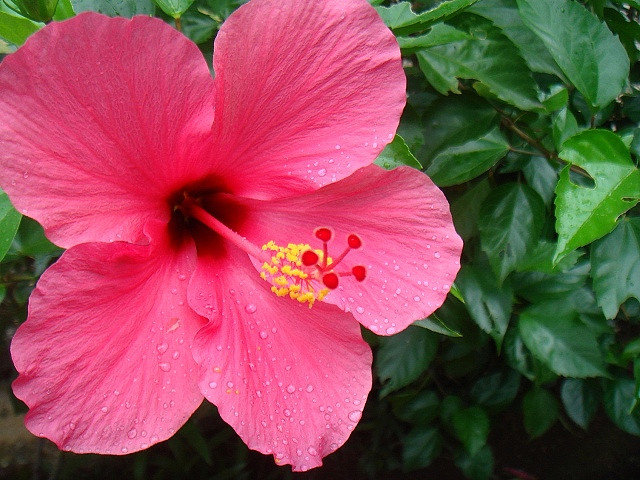
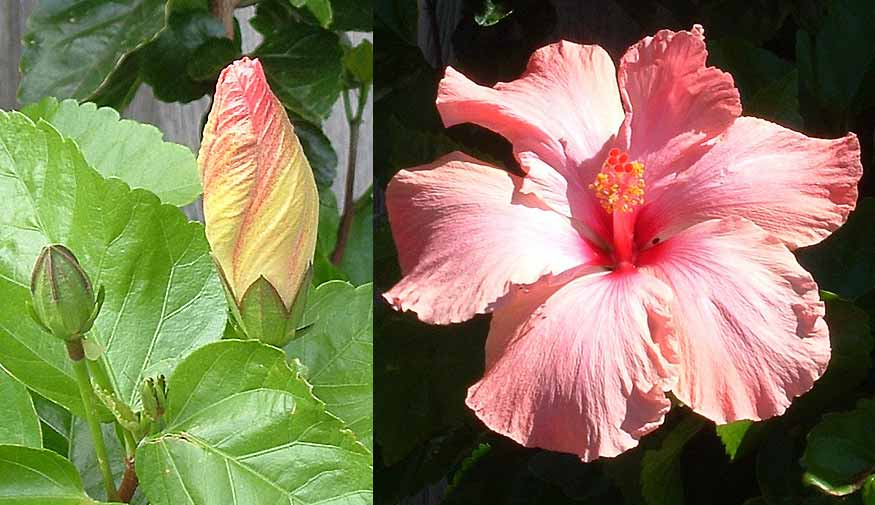
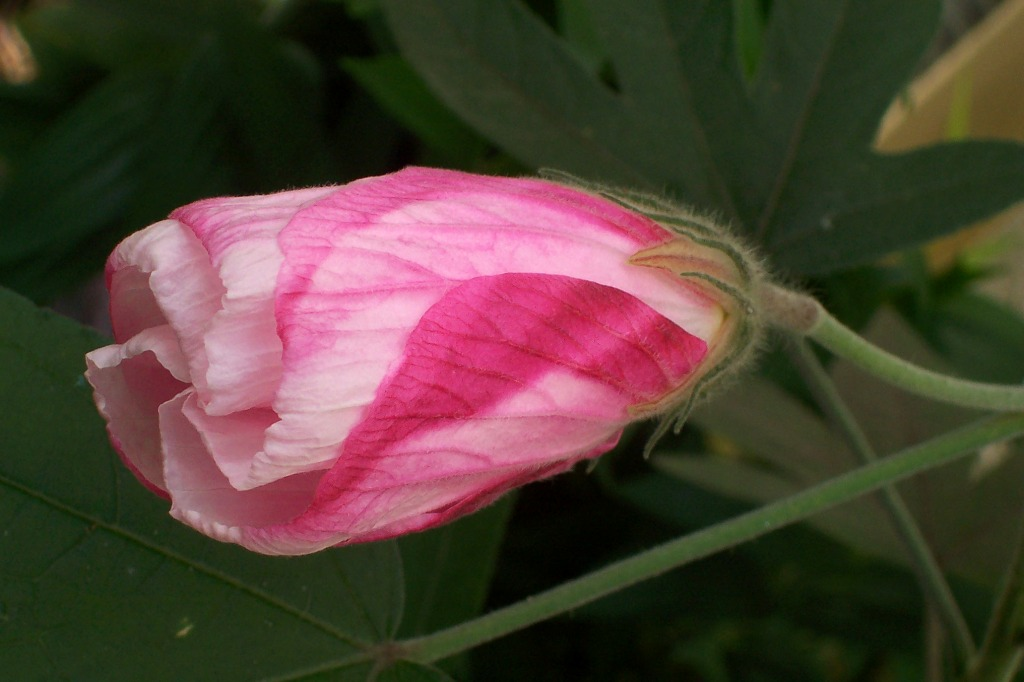
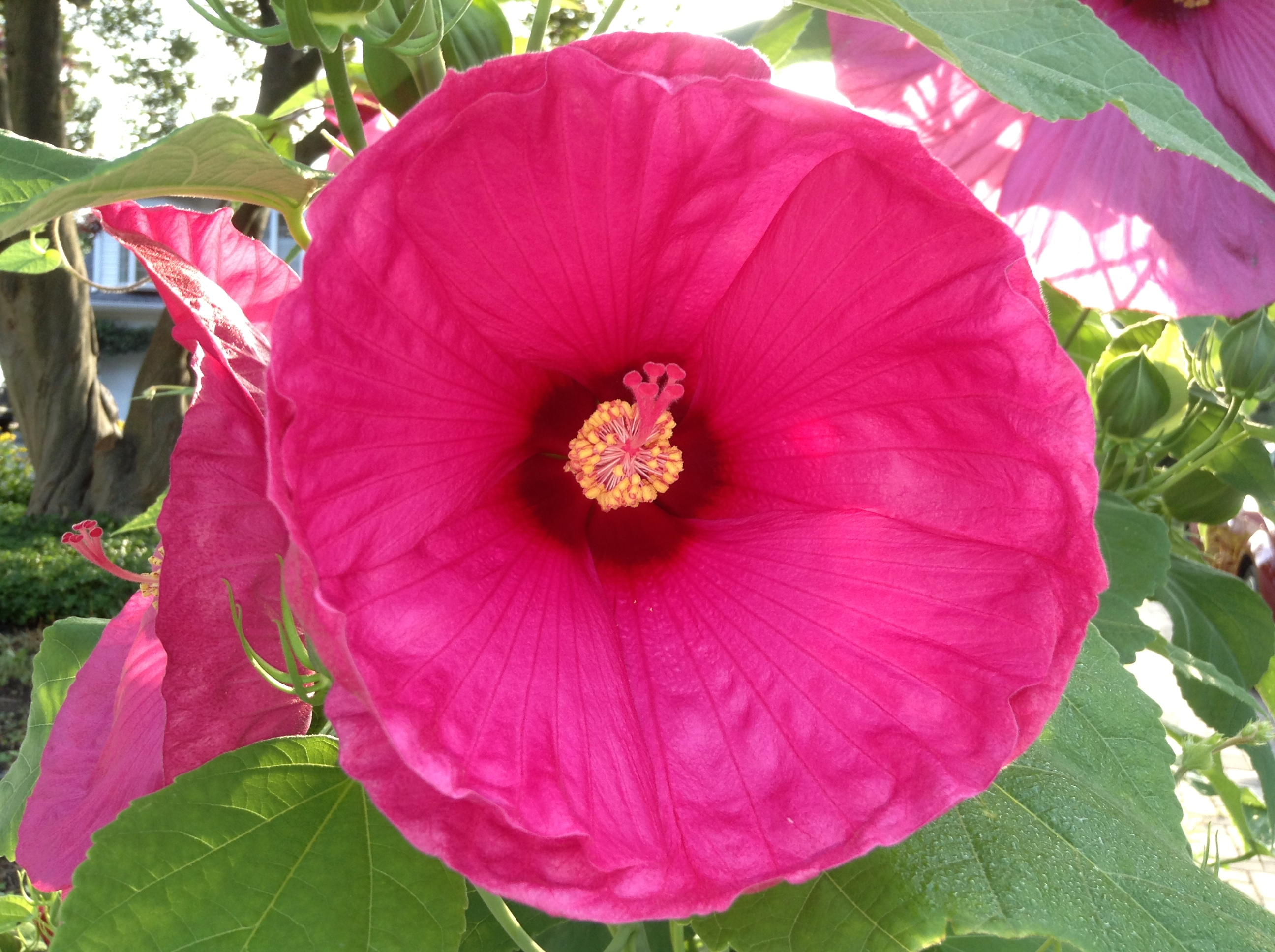
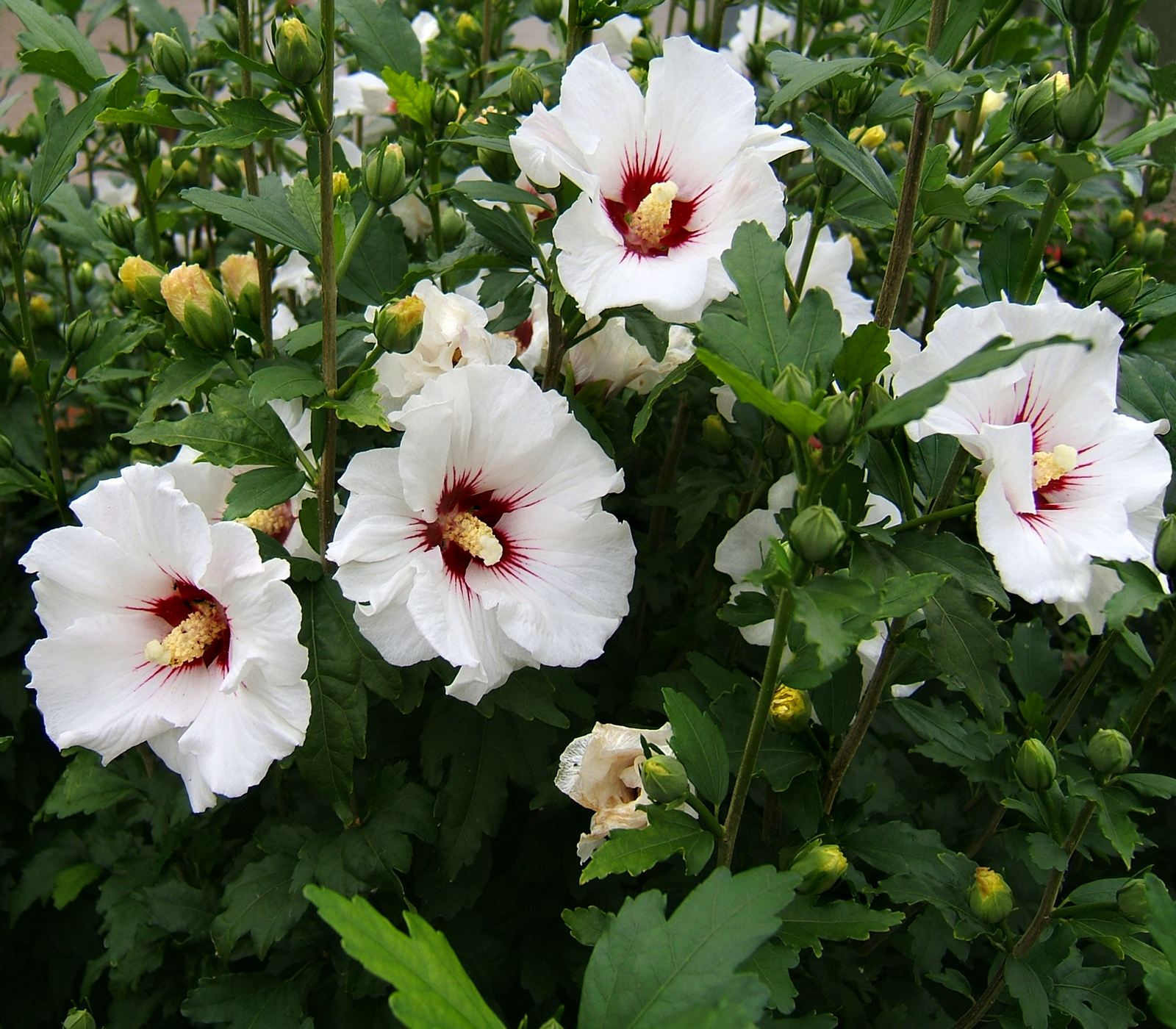
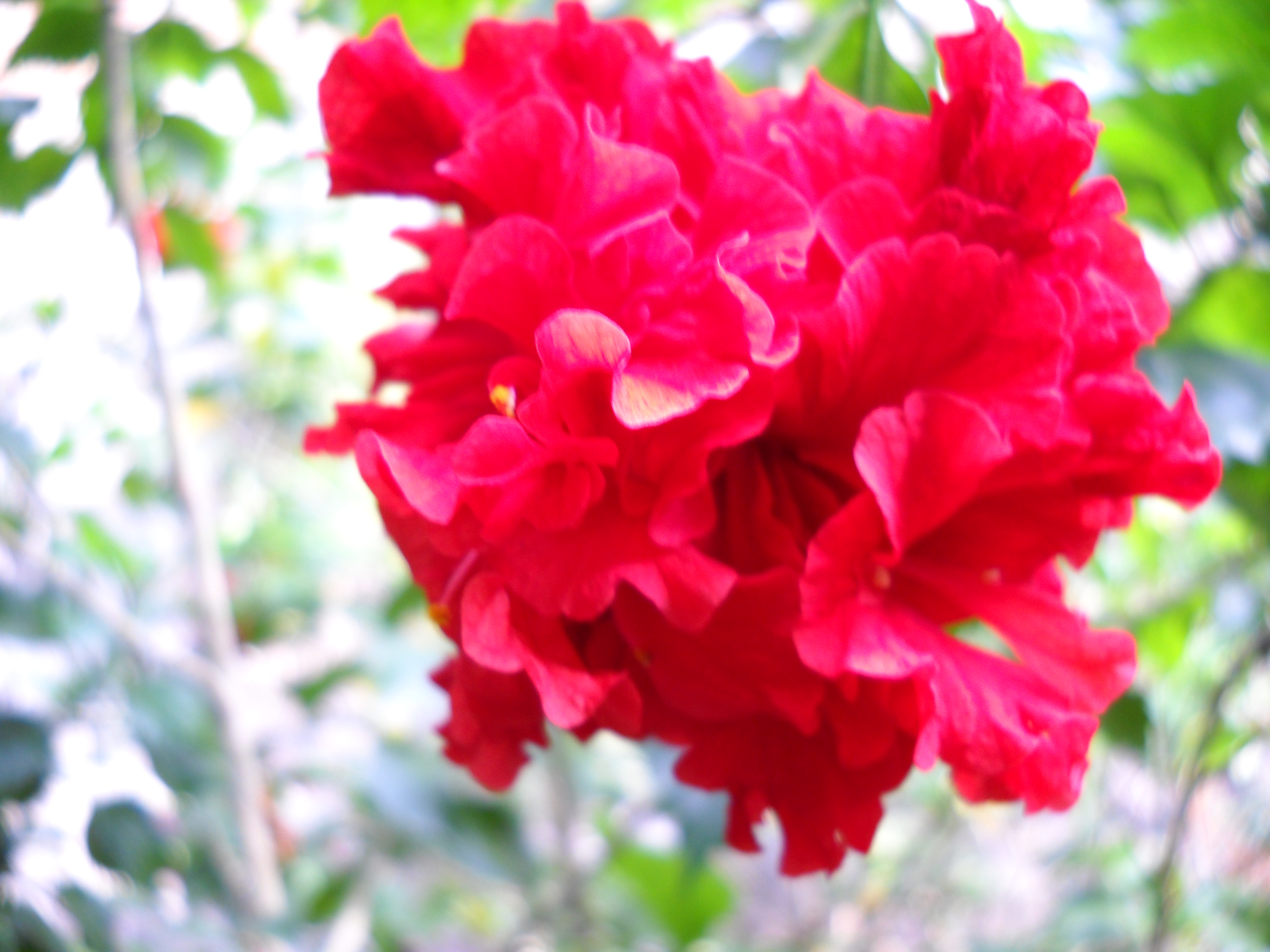
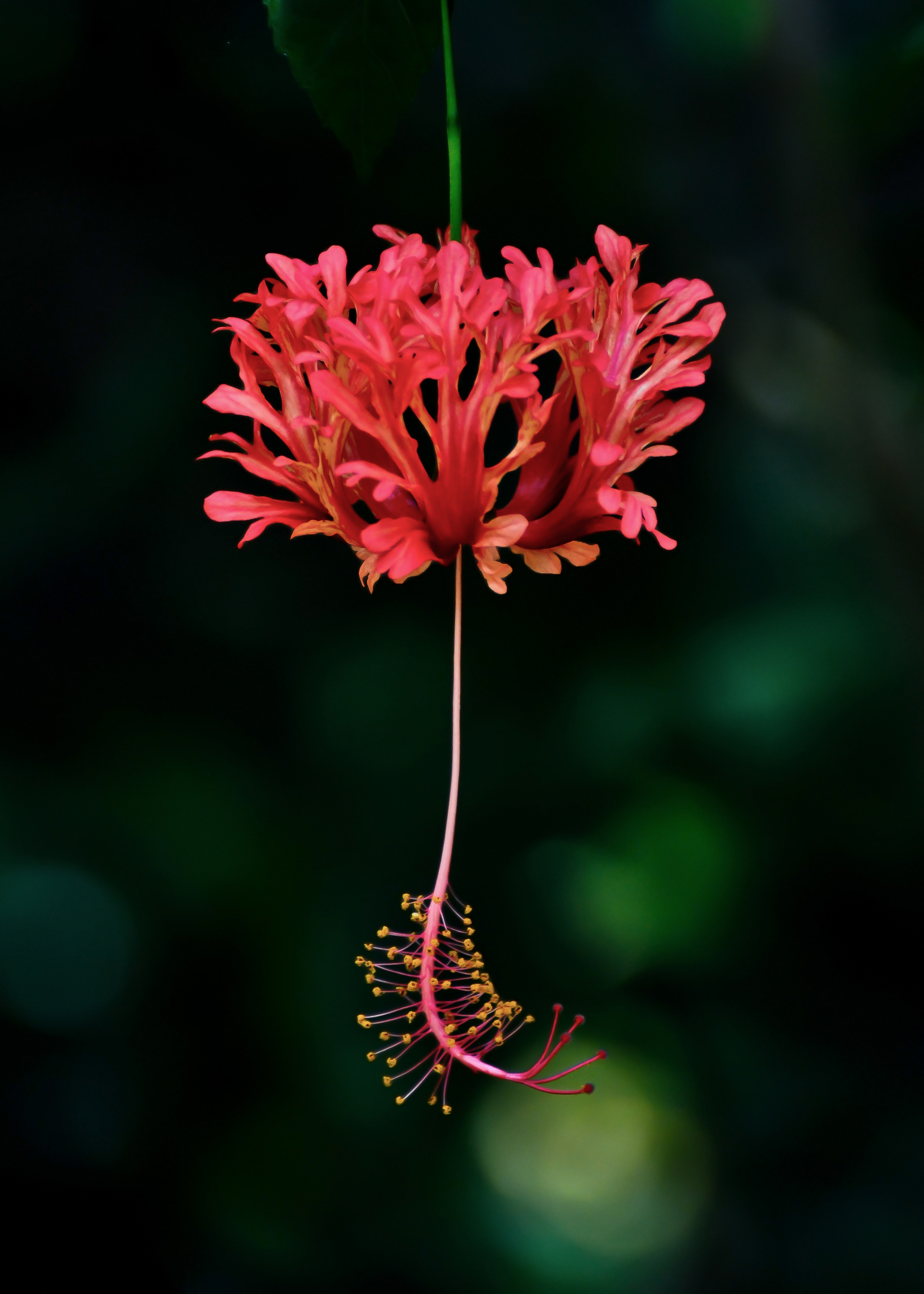
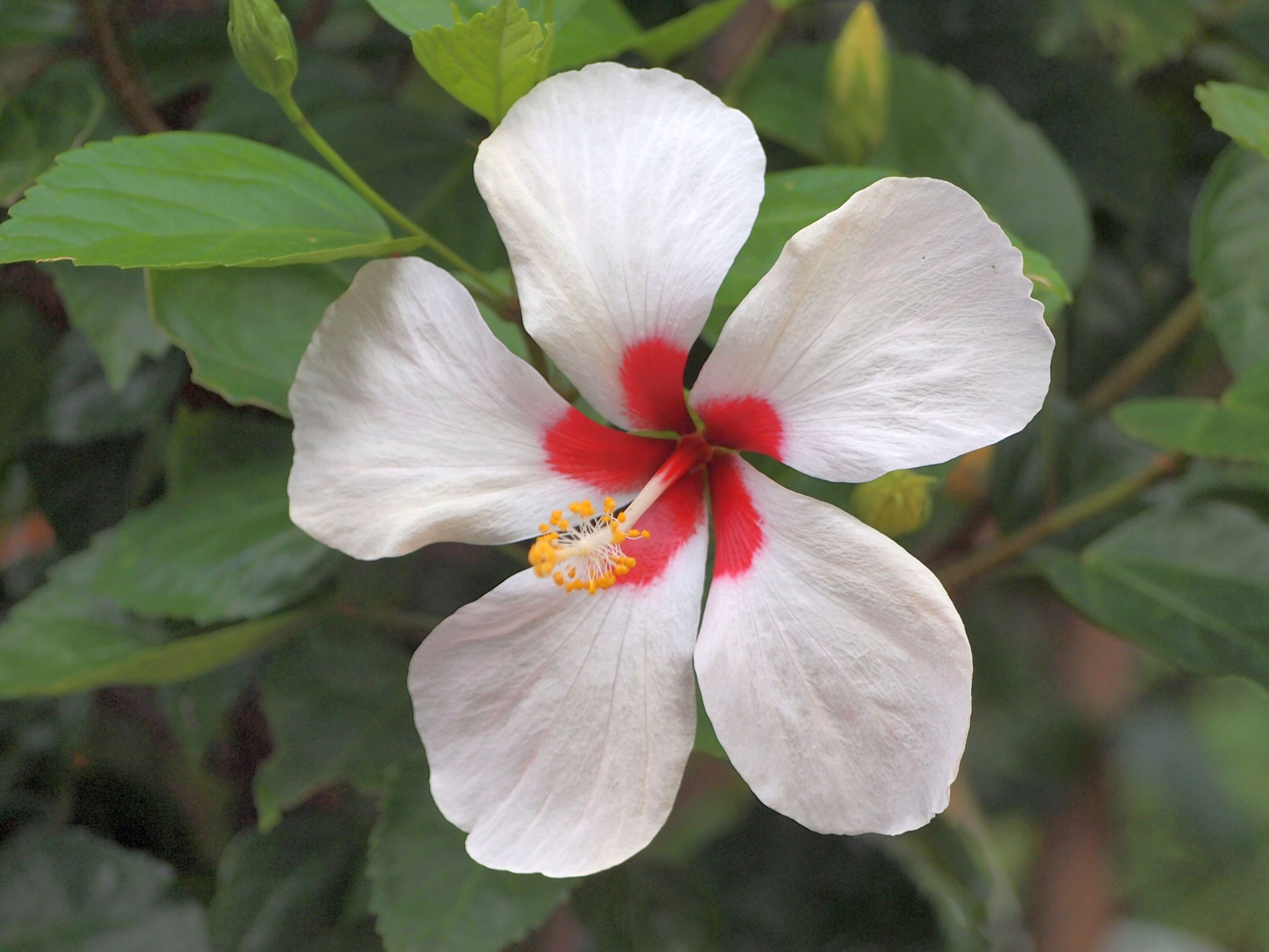
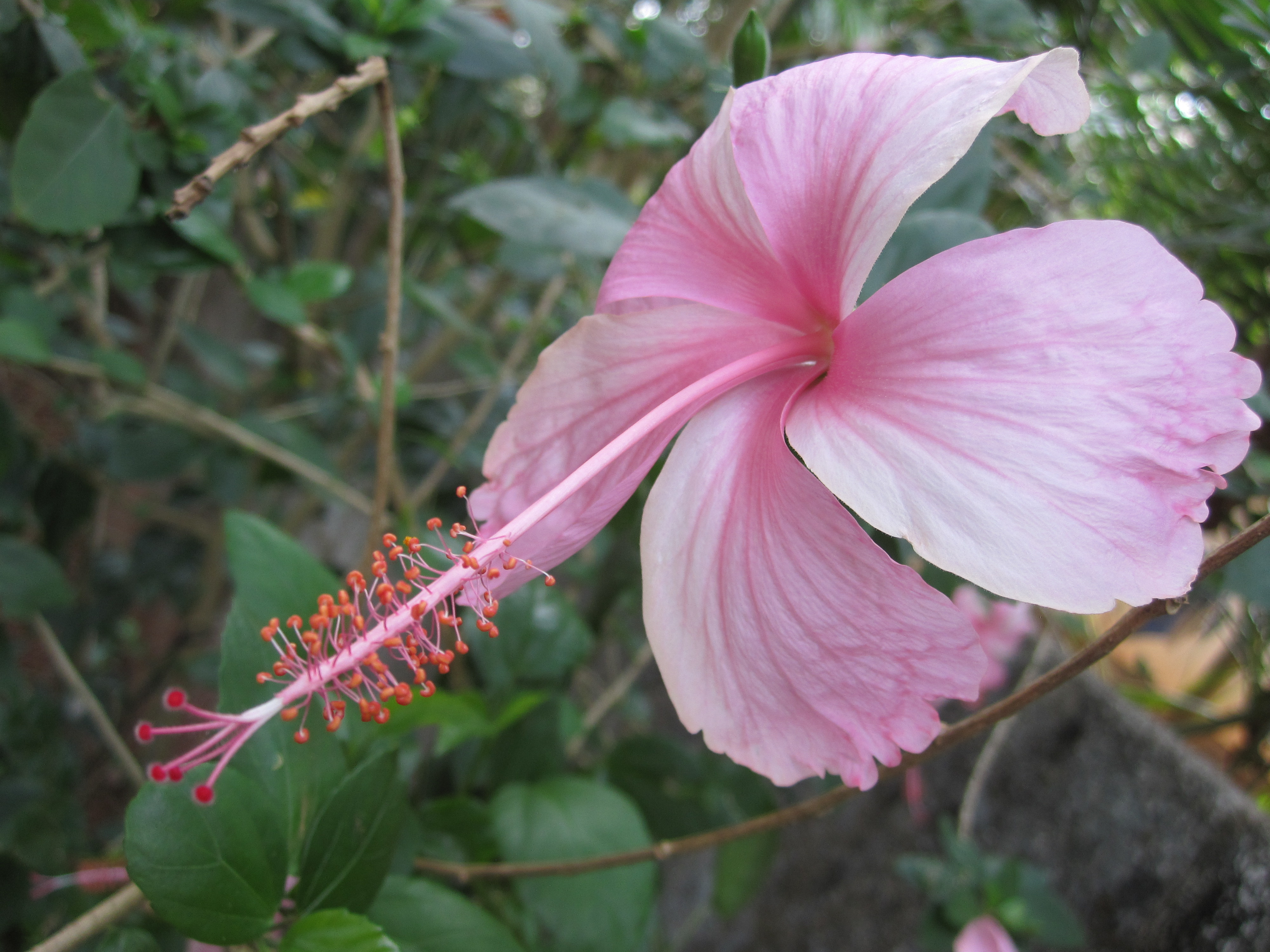
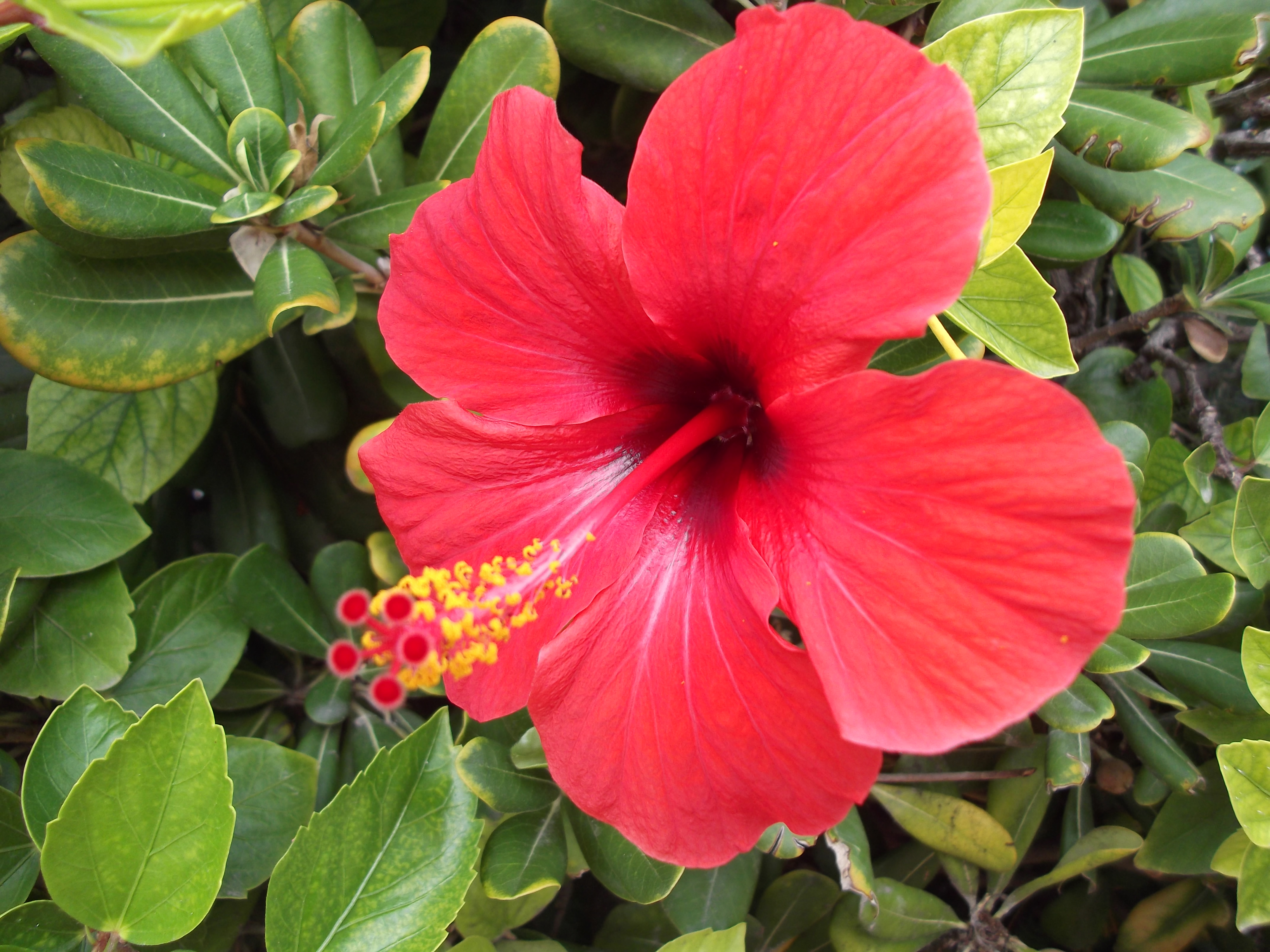
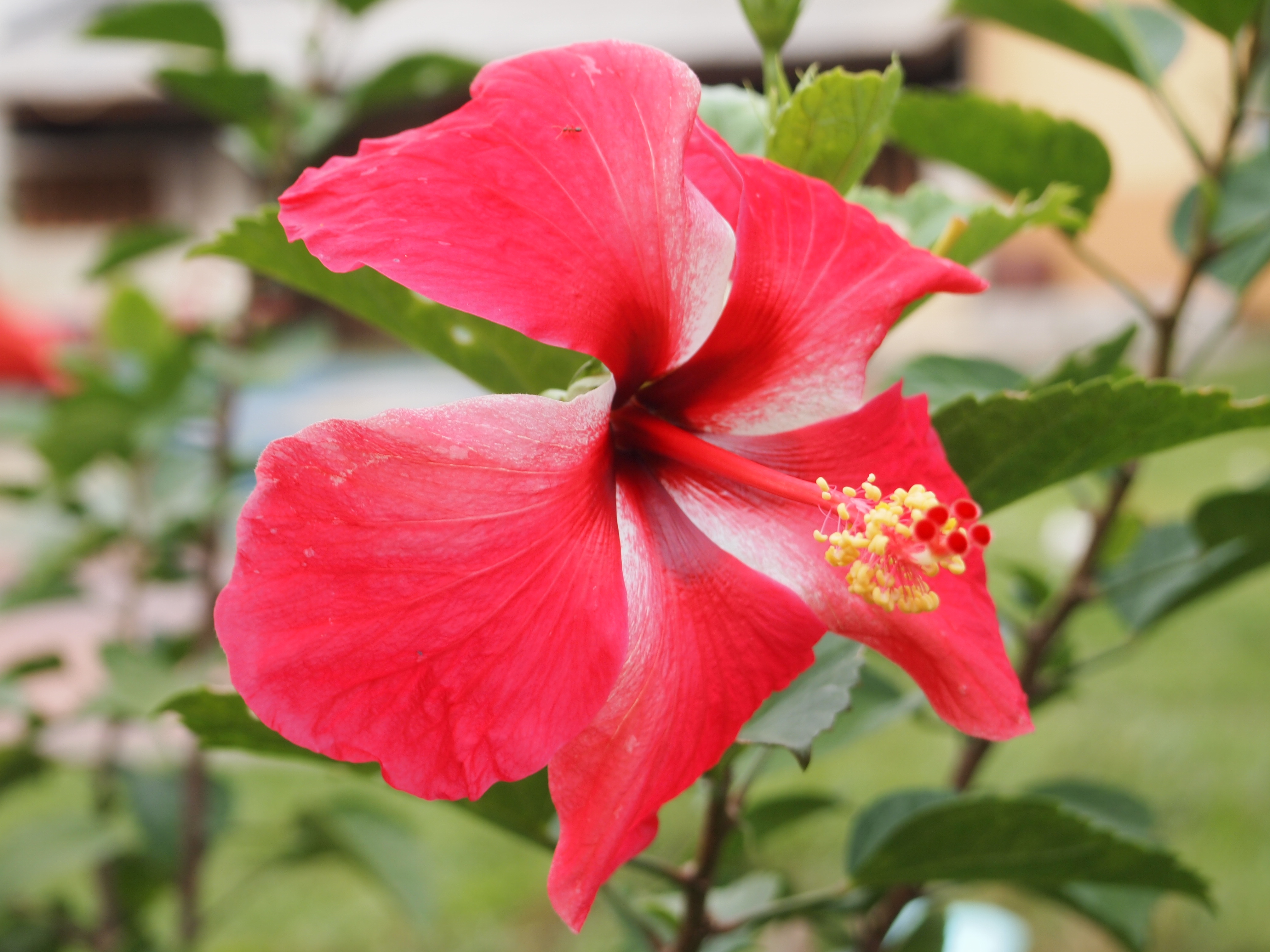
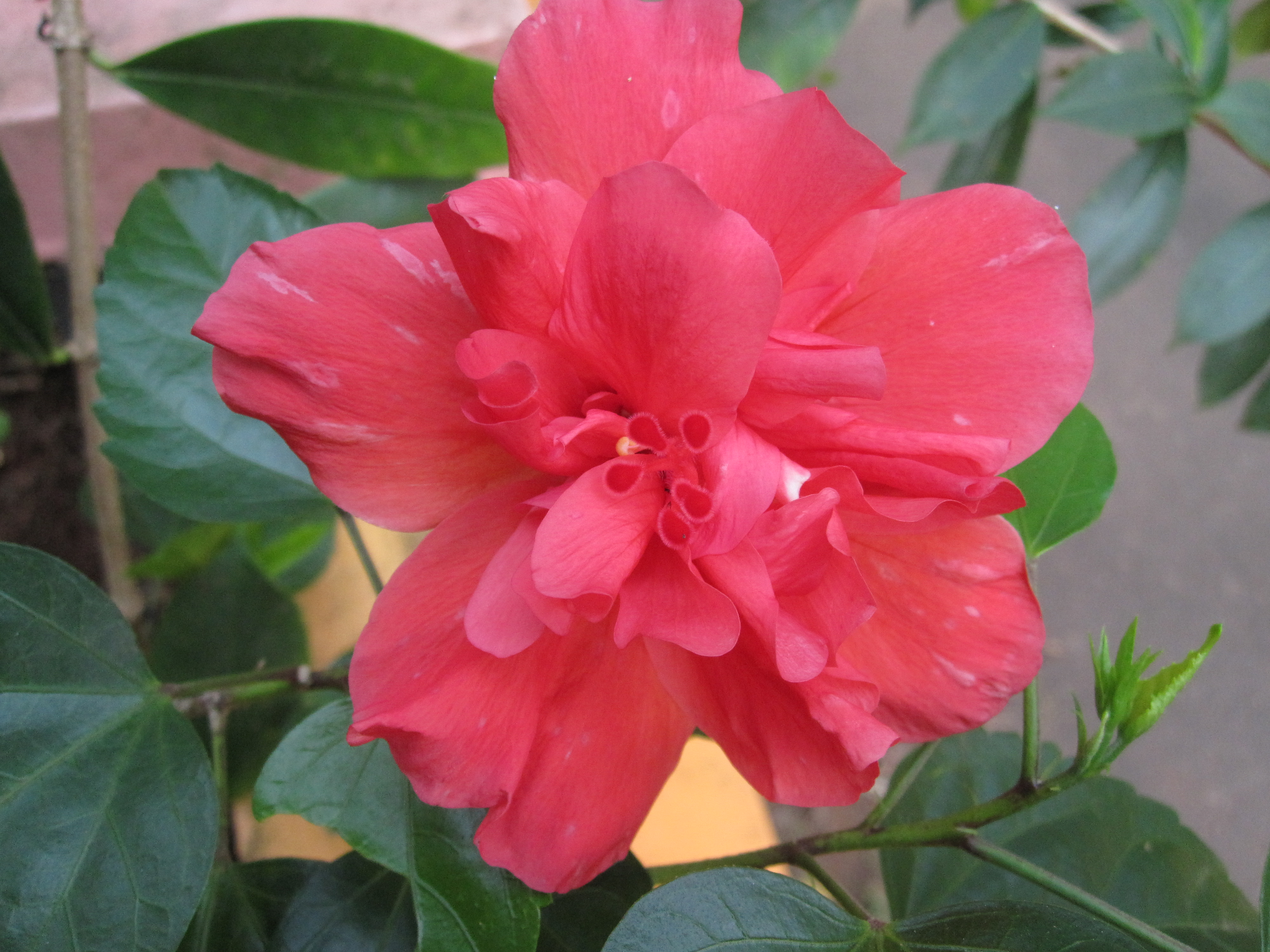
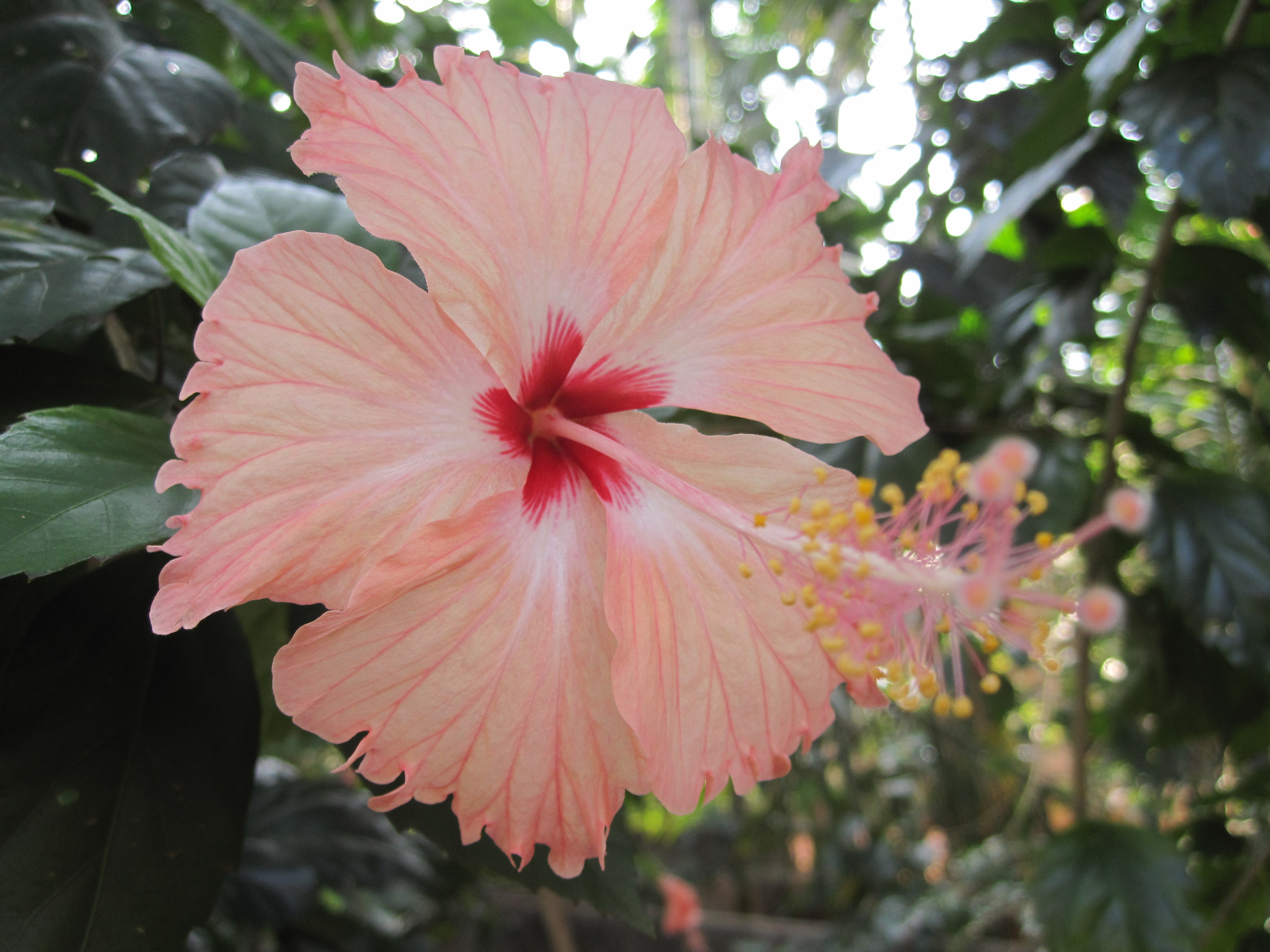
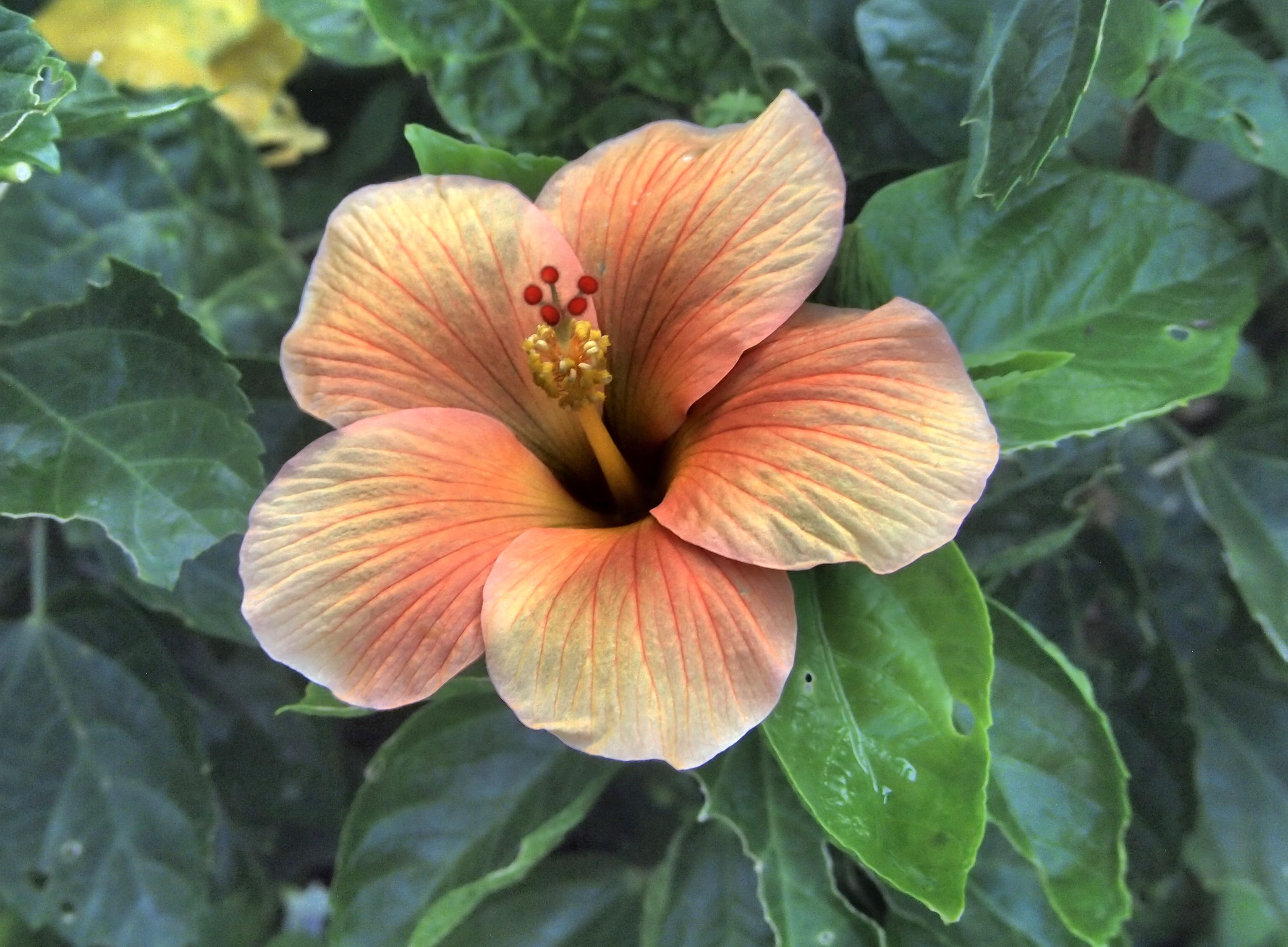
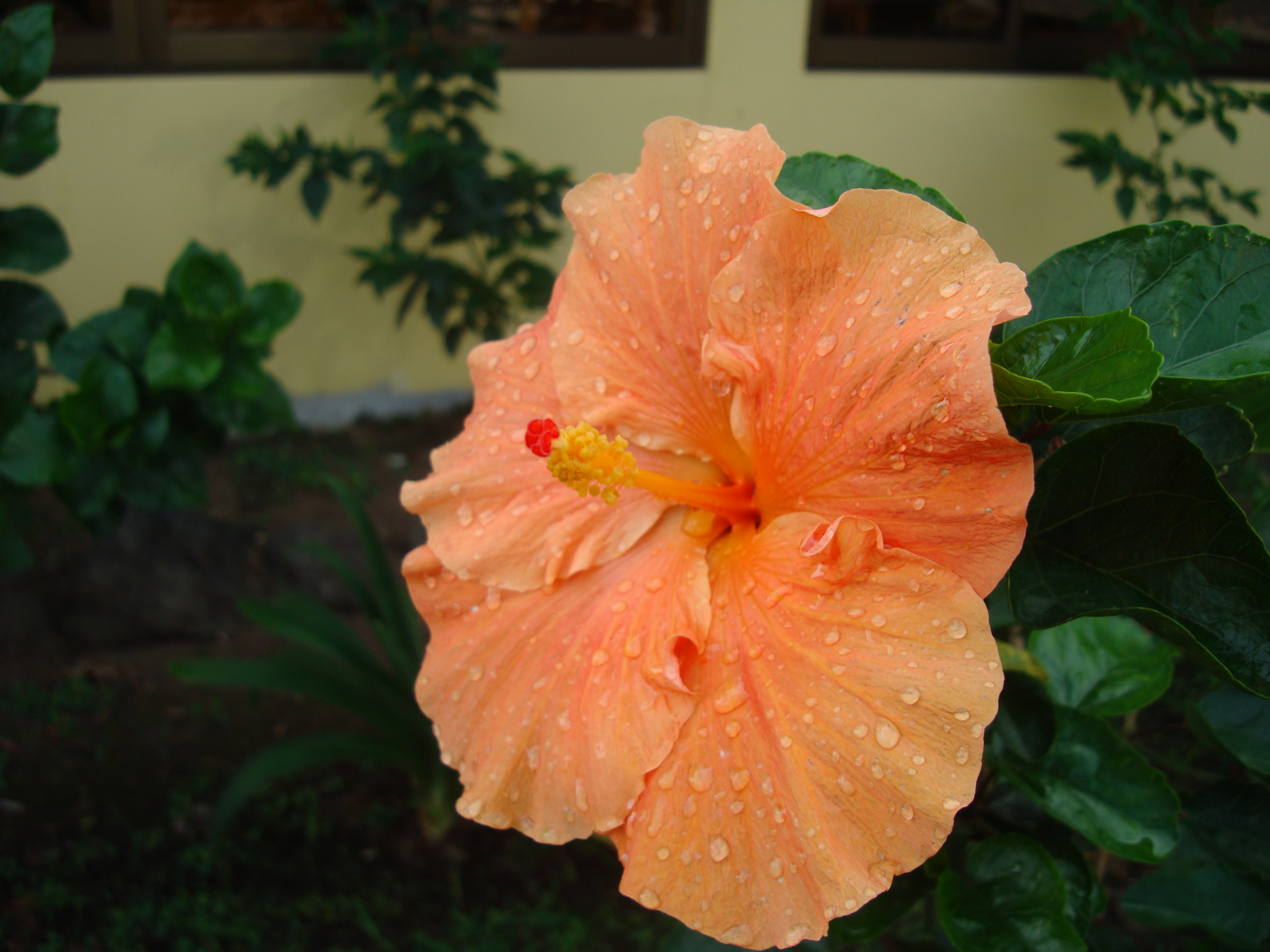
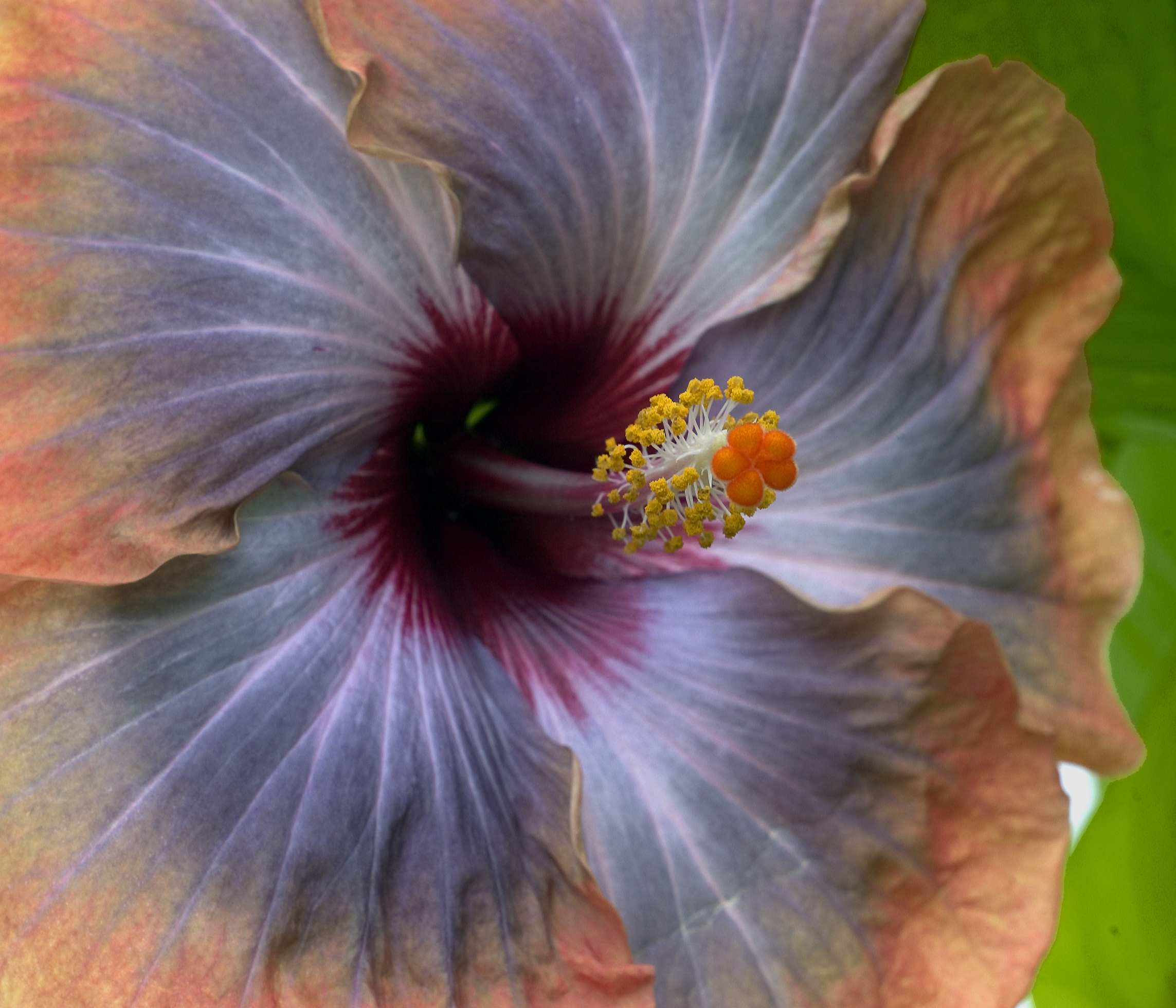